# Guerra Civil espanyola
La Guerra Civil espanyola (17 de juliol de 1936 - 1 d'abril de 1939) va ser un conflicte bèl·lic que va enfrontar el govern de la Segona República Espanyola, que tenia el suport de les organitzacions d'esquerres, contra una part de l'exèrcit i de les organitzacions de dretes. Va ser un fet històric decisiu de l'Espanya del segle xx, ja que el cop d'estat i la posterior guerra civil van representar la culminació de totes les contradiccions socials, polítiques i ideològiques que s'havien generat a la societat en el curs dels decennis anteriors.
La guerra es va iniciar amb un alçament militar el 17 de juliol de 1936 a la guarnició de Melilla, que l'endemà es va estendre pertot arreu de l'Estat. El president Santiago Casares va ser substituït per José Giral, qui va ordenar el repartiment d'armament entre la població civil, facilitant la derrota dels insurrectes als principals nuclis industrials, Madrid i les capitals mediterrànies, però el fracàs de la revolta va donar pas a una guerra llarga i sagnant.
Les tropes de l'exèrcit africà del general Francisco Franco van creuar l'estret de Gibraltar i es van unir a les del general Queipo de Llano a Sevilla, i a la vegada, el seu ràpid avanç els va permetre contactar amb l'exèrcit del Nord, comandat pel general Mola. Durant el 1937 la guerra es va lliurar en tres fronts: l'intent franquista de conquerir Madrid i el nord industrial, mentre els republicans intentaven infructuosament dominar les principals ciutats de l'Aragó.
El general insurrecte Franco va llançar una ofensiva en el front d'Aragó el maig de 1938 per tal d'arribar a la Mediterrània i dividir el territori dominat pels republicans, objectiu assolit amb l'ocupació de Vinaròs el mes d'abril. La reacció republicana va ser una ofensiva sobre la línia de l'Ebre, que significà la campanya més llarga i sagnant de la guerra civil. La batalla de l'Ebre va acabar amb la derrota de l'exèrcit republicà i va deixar el camí lliure per a l'ocupació franquista de Catalunya; fet que va precipitar la fi de la guerra. Franco la va donar per acabada l'1 d'abril de 1939, tres dies després que el coronel Segismundo Casado lliurés Madrid.
La rereguarda republicana havia viscut situacions difícils que van afeblir la seva capacitat a causa de les divisions entre els diferents partits polítics i forces sindicals que en molts llocs van fer simultani l'esforç de guerra amb l'intent d'organitzar una revolució social. La rereguarda de la zona revoltada, en canvi, va tenir una direcció política i militar molt més centralitzada, que amb el suport de l'Alemanya nazi i la Itàlia feixista va fer més efectiva, i una repressió que va continuar durant la dictadura franquista contra els moviments d'esquerra i la cultura i la llengua catalana, basca i gallega.

## Antecedents de la Guerra Civil
L'Espanya del segle xx va heretar greus desequilibris socials, regionals i ideològics, a més d'una configuració històrica pròpia que la diferenciava de l'evolució de la resta dels Estats europeus en diversos aspectes, com el triomf dels valors democràtics, la separació entre l'Església i l'Estat i la participació dels militars en els afers polítics. L'enfrontament entre liberals i absolutistes o carlins són un reflex de la crispació social, política i militar que es va viure a l'Espanya vuitcentista, enfrontada entre 1833 i 1876 en una sèrie de guerres civils conegudes com les guerres carlines, de les que la segona guerra carlina (1846-1849) va ser un fet específicament català.

### Alfons XIII
La Restauració borbònica, de 1874 al 1923 va permetre que les classes dominants establissin un consens per mantenir els seus privilegis. En canvi, obrers i petita burgesia, les noves classes emergents, i les noves ideologies que representaven van quedar marginades. La Setmana Tràgica de Barcelona de 1909, és un bon exemple de l'esquerda social que s'anava obrint. La dictadura de Primo de Rivera, de 1923 a 1930, sustentada per les classes dominants espanyoles i per la burgesia catalana amb el vistiplau d'Alfons XIII, va agreujar la situació social: a Barcelona, el pistolerisme; als nuclis industrials, amb l'efervescència obrera, vagues i mobilitzacions. La monarquia i la mateixa dictadura penjaven d'un fil, i finalment el 1930 el dictador, sense suports militars, s'hagué d'exiliar a París. L'any següent, el 1931, ho hagué de fer el mateix monarca quan el 14 d'abril es va proclamar la Segona República espanyola.
L'Espanya d'Alfons XIII i republicana era hereva de problemes del passat: el latifundisme irresolt a Andalusia, Castella la Manxa i Extremadura; grans ciutats amb problemes urbans del segle xix; desequilibris industrials a Astúries, al conjunt siderúrgic de Bilbao i a tot Catalunya amb un proletariat organitzat entorn de la UGT al nord i la CNT a Catalunya, mentre la resta són àrees agràries; els nacionalismes anomenats perifèrics; una Revolució Industrial pendent a Castella i finalment, els desequilibris religiosos car, durant la II República, l'Església ha fet ostentació de la seva solidaritat amb les classes dominants conservadores.

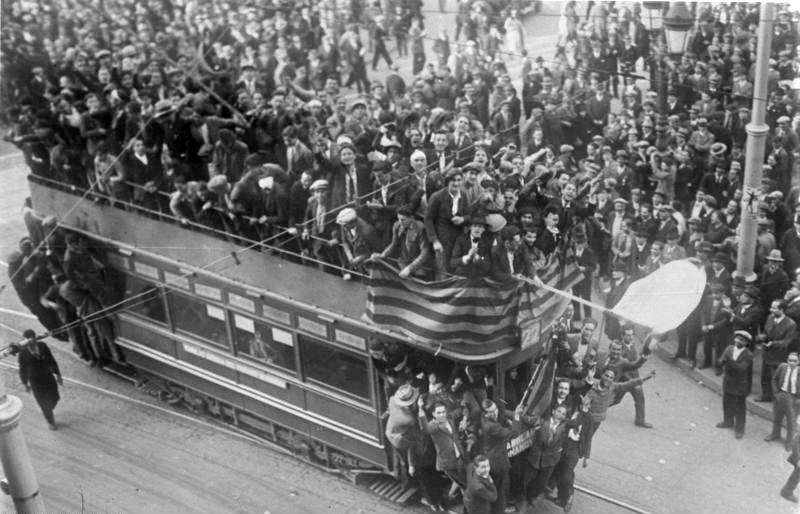
Manifestacions d'alegria popular a Barcelona per la proclamació la Segona República espanyola.

Les eleccions municipals del 12 d'abril de 1931 celebrades a Espanya estaven plantejades, de facto, com un plebiscit de la monarquia d'Alfons XIII. El resultat, quantitativament favorable a l'opció monàrquica però amb una victòria dels republicans a les grans ciutats, va ser interpretat com una pèrdua de confiança en la monarquia. A Catalunya l'escombrada d'una ERC acabada de néixer va fins i tot sorprendre els seus promotors.
El 14 d'abril de 1931, acompanyada d'un esclat d'alegria popular, es va proclamar la Segona República espanyola i el rei s'exilià a França primerament i després a Roma, on rebé el suport de la família reial italiana i se separà de la seva muller, que s'instal·là a la localitat suïssa de Lausana.

### La República
La Segona República Espanyola va néixer amb molts reptes: construir un sistema representatiu semblant a les democràcies parlamentàries occidentals, donar satisfacció a les reivindicacions nacionalistes de Catalunya i el País Basc, resoldre el problema agrari, acabar amb l'analfabetisme, desvincular l'Església Catòlica de l'Estat i satisfer les primeres reivindicacions feministes, entre d'altres.
La primera legislatura republicana, presidida per Manuel Azaña, no va satisfer ningú: les reformes realitzades o previstes van exasperar a l'Església catòlica, als terratinents i bona part dels militars; mentre que, a l'altre extrem, eren considerades insuficients pels anarquistes. Les mostres de rebuig a la República són constants: l'estiu de 1932 el general José Sanjurjo va protagonitzar un cop d'estat militar conegut com la Sanjurjada, l'any 1933 es van viure insurreccions obreres i grans vagues camperoles, i finalment els fets de Casas Viejas van provocar la dimissió de Manuel Azaña i la convocatòria d'eleccions el novembre de 1933, que foren guanyades pel centredreta del Partit Republicà Radical, encapçalat per Alejandro Lerroux.
Durant la segona legislatura, el nou president Lerroux, amb el suport parlamentari de la Confederació Espanyola de Dretes Autònomes de José María Gil-Robles y Quiñones va intentar anul·lar la legislació social aprovada, especialment la reforma agrària; es va enfrontar amb el govern de la Generalitat de Catalunya a causa de la Llei de contractes de conreu aprovada pel Parlament català; va amnistiar els colpistes implicats en la Sanjurjada i va establir una assignació econòmica per al culte religiós i el clergat. Aquesta política conservadora va fer esclatar vagues generals a València i Saragossa, conflictes als carrers de Madrid i de Barcelona, i sobretot la revolució d'Astúries de 1934 i els fets del sis d'octubre, on el president Lluís Companys i Jover va declarar l'Estat Català en la República Federal Espanyola, com a resposta del govern de la Generalitat de Catalunya contra la involució conservadora del règim republicà. La tensió social i política va obligar a Lerroux a convocar eleccions el febrer de 1936.
El Partit Socialista (PSOE), la Izquierda Republicana de Manuel Azaña, la Unió Republicana de Diego Martínez Barrio, el Partit Comunista d'Espanya (PCE) i els nacionalistes gallecs (ORGA) i catalans (ERC) es van presentar a les eleccions coalitzats com a Front Popular. Els nacionalistes del País Basc oficialment no formaven part del Front Popular, però hi simpatitzaven. En un fet inèdit a Europa, el sindicat anarquista Confederació Nacional del Treball (CNT) va trencar el seu apoliticisme per demanar el vot pel Front Popular, que finalment guanyà a unes dretes desunides. A Catalunya les dretes organitzades en el Front Català d'Ordre obtingueren un resultat decebedor davant del Front d'Esquerres.
El PSOE es va negar a participar en el nou govern, i mentre el seu líder Francisco Largo Caballero, aclamat com el Lenin espanyol, excitava les multituds a la transformació revolucionària de la societat, els socialistes moderats, com Indalecio Prieto ho condemnaven. Sense els socialistes, el president del govern va ser Manuel Azaña, un liberal partidari de la reforma gradual i del procés democràtic, odiat intensament per part de la dreta espanyola, que recordava el seu pas pel govern d'Azaña, qui havia retallat el pressupost de l'exèrcit i havia tancat l'acadèmia militar de Saragossa quan era ministre de guerra (1931) guanyant-se el desafecte dels generals espanyols. A la dreta, el monàrquic José Calvo Sotelo va reemplaçar a José María Gil-Robles y Quiñones com a portaveu de la CEDA al parlament.
El 12 de juliol de 1936, José Castillo, membre del Partit Socialista i oficial de la Guàrdia d'Assalt va ser assassinat a prop de Madrid. En revenja, l'endemà, el líder de l'oposició conservadora, José Calvo Sotelo, va ser assassinat per una unitat de la Guàrdia d'Assalt. Aquests assassinats foren els catalitzadors del Cop d'estat del 18 de juliol i de l'enfrontament posterior.

### Altres antecedents
Després de la pèrdua colonial i els desastres a la guerra del Rif, hi havia un requeriment regenerador de la pàtria i la raça espanyola, segons patrons castellans de l'estat nació, alhora les elits espanyoles veien en l'autogovern català (la Mancomunitat o la Generalitat de Catalunya) i tot el que comportava (salvaguarda de la llengua i cultura catalanes) un insult i un afebliment del seu control sobre l'Estat. Els discursos eugenèsics i regeneracionistes esdevingueren habituals, si bé amb vessants molt diferents segons la ideologia dels ponents.

Els militars que es sollevarien rebien una forta influència d'aquests i altres pensaments, com es pot percebre en dues declaracions del Francisco Franco recollides per la premsa:
Article «España, una»: «El gloriós Cap del Govern de l'Estat espanyol, General Franco, ha fet per a un periòdic italià, unes declaracions relacionades amb la propera entrada de l'Exèrcit en la capital de la República. «Immediatament després de l'entrada a Madrid -ha declarat- les nostres tropes emprendran la conquesta de Catalunya, que haurà de ser definitivament incorporada a la resta d'Espanya d'una manera efectiva...»...Els que de sempre hem sentit la veu clara i acusada de la nostra consciència d'espanyols, contemplàvem amb dolor i indignació desfermada les accions criminals per a desmembrar la Pàtria. Aquí estan... les nostres vibrants campanyes contra el separatisme català que ens van valer persecucions i processos...En aquesta carrera cap a l'abisme s'ha arribat molt lluny. Encara avui Catalunya i una part del País Basc viuen el seu somni separatista... Afortunadament va esclatar a temps el salvador moviment nacional per a corregir aquest i altres perills de gravetat extrema... Salvarem a la Pàtria que s'enfonsava en la mar de la dissociació i de la degeneració racial...» El Diario Palentino, 23 d’octubre de 1936
Article «Sensacionals declaracions del Generalíssim Franco al periòdic «Le Jour» de París»: «...Tant de bo sigui compresa com convé... la tranquil·litzadora seguretat que l'Espanya, victoriosa i regenerada, romandrà fidel a les inclinacions de raça i de llengua...» Diario de la Marina, 27 de març de 1937
A part dels militars, centrats en la construcció de l'estat nació castellà, aquest pensament de regeneració racial tenia el suport intel·lectual de diversos científics eugenistes (psiquiatres, metges, demògrafs), gent com en Vallejo-Nájera, entre d'altres, així com escriptors i intel·lectuals de dreta i ultradreta, la majoria fervents admiradors del nacionalsocialisme alemany.

## L'aixecament militar i l'esclat de la guerra
El Movimiento parteix del Marroc el dia 17 de juliol de 1936. En la revolta van col·laborar alguns diputats de la CEDA, com Ramón Serrano Suñer o el conde de Mayalde, i, tot i que Gil Robles, el seu principal dirigent, no va ser consultat pels dirigents de la revolta, hi va prestar ajut econòmic amb els fons del partit. En cap moment els conspiradors van pensar en la possibilitat d'una guerra civil: es preveia una actuació molt violenta i decidida per aconseguir ràpidament el triomf a Madrid, capital de la República, i l'establiment d'un règim dictatorial militar que ni calia que fos permanent ni havia de conduir inevitablement a una monarquia.
El pronunciament militar imaginat per Mola havia fracassat car l'exèrcit no va adoptar una actitud unànime a favor seu. Tanmateix els generals revoltats van desenvolupar un paper més decisiu que els partidaris del govern republicà i l'oficialitat jove va figurar al bàndol revoltat en la seva immensa majoria; fets que expliquen una major eficàcia bèl·lica a la fase inicial de la Guerra Civil. Allò que havia de ser un cop d'estat militar per enderrocar el govern es va convertir en una guerra oberta que va dividir l'Estat en dues meitats. S'iniciava una guerra de classe burgesa contra classe obrera, una guerra religiosa (en contra d'una Església que havia donat suport als sectors més benestants de la societat), una guerra militar (una part de l'exèrcit ha traït la voluntat popular expressada a les urnes) i una guerra civil i fratricida entre diverses faccions ideològiques.

### El fracàs del cop d'Estat
Entre els dies 17 i 20 de juliol de 1936 es va produir la insurrecció militar (la fase de pronunciamiento) que va iniciar la guerra civil més cruenta de la història contemporània d'Espanya. La insurrecció militar del dia 17 al Marroc es va estendre per la majoria de les guarnicions militars. Manuel Goded Llopis va prendre el poder a les Illes Balears, el general Francisco Franco a les Canàries, Queipo de Llano a Sevilla, Andrés Saliquet a Valladolid i Emilio Mola, principal planificador de la revolta, a Pamplona.

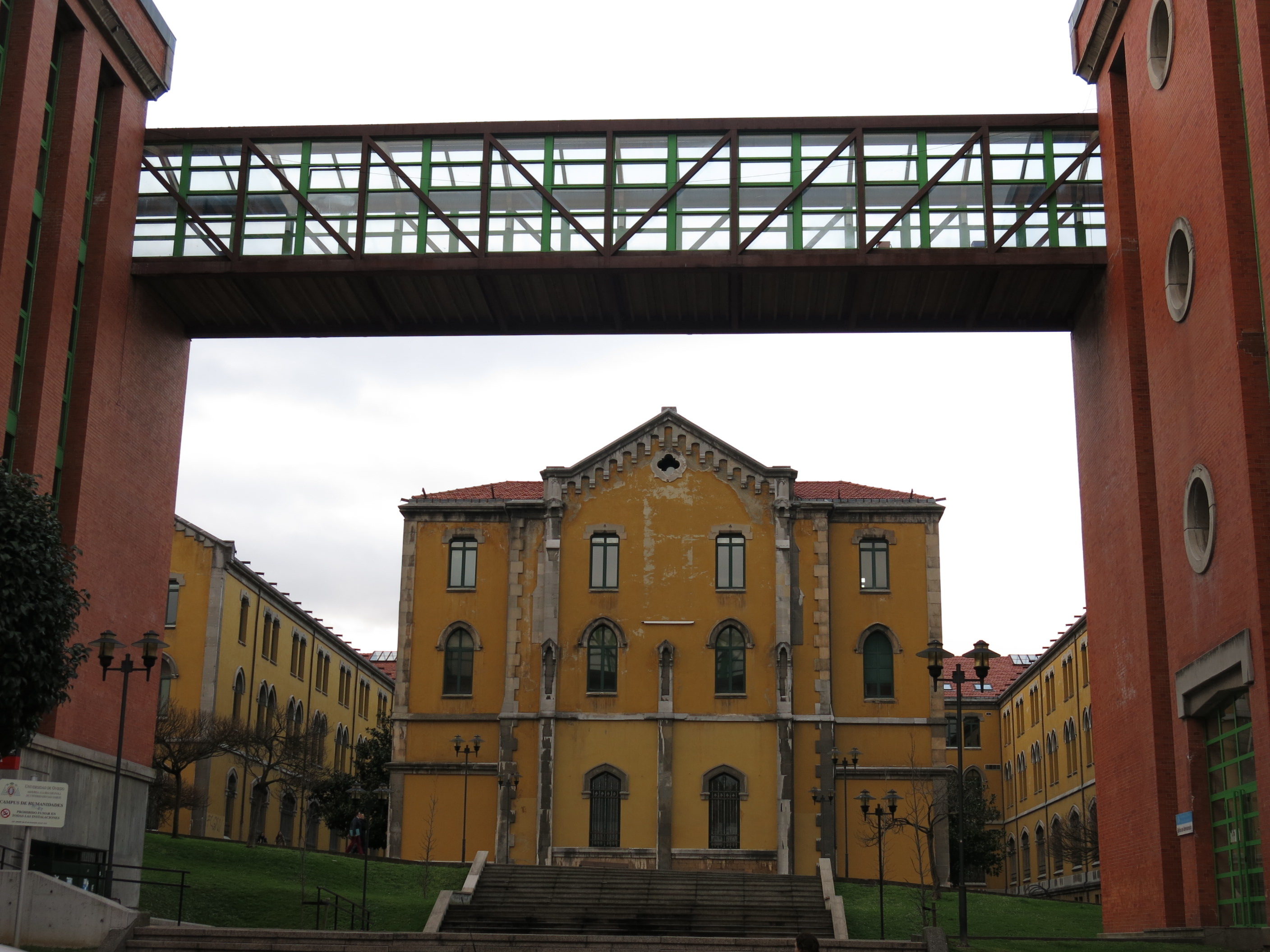
Caserna dEl Milán, sollevada a Oviedo.

El dia 19 de juliol, Franco va volar al Marroc per prendre el control l'Exèrcit colonial d'Àfrica. El general monàrquic José Sanjurjo, figura visible de la rebel·lió, va morir en un accident d'avió el 20 de juliol. La revolta, pensada per ser un cop d'estat ràpid, va fracassar a moltes ciutats. El resultat de la conspiració va variar segons diversos motius: la preparació del cop d'estat, l'ambient polític de la zona, la unitat o divisió dels militars i de les forces d'ordre públic, el grau de decisió de les autoritats o dels insurrectes i, fins i tot, la proximitat d'una gran capital que va influir en la posició de la regió. A Navarra, on el general Mola va assumir el comandament, i a Castella, regions catòliques i conservadores, els sollevats van aconseguir la victòria amb molta facilitat. A Aragó la revolta va guanyar a les capitals de província gràcies a la postura del general Miguel Cabanellas Ferrer. Una situació semblant es va viure a Astúries, on Oviedo va restar en mans del coronel revoltat Aranda, mentre la resta va estar dominada de manera clara per l'esquerra proletària que havia conservat part del seu armament des de 1934. A Galícia va triomfar la revolta pel caràcter conservador de les classes dominants i la societat rural que hi predominava.

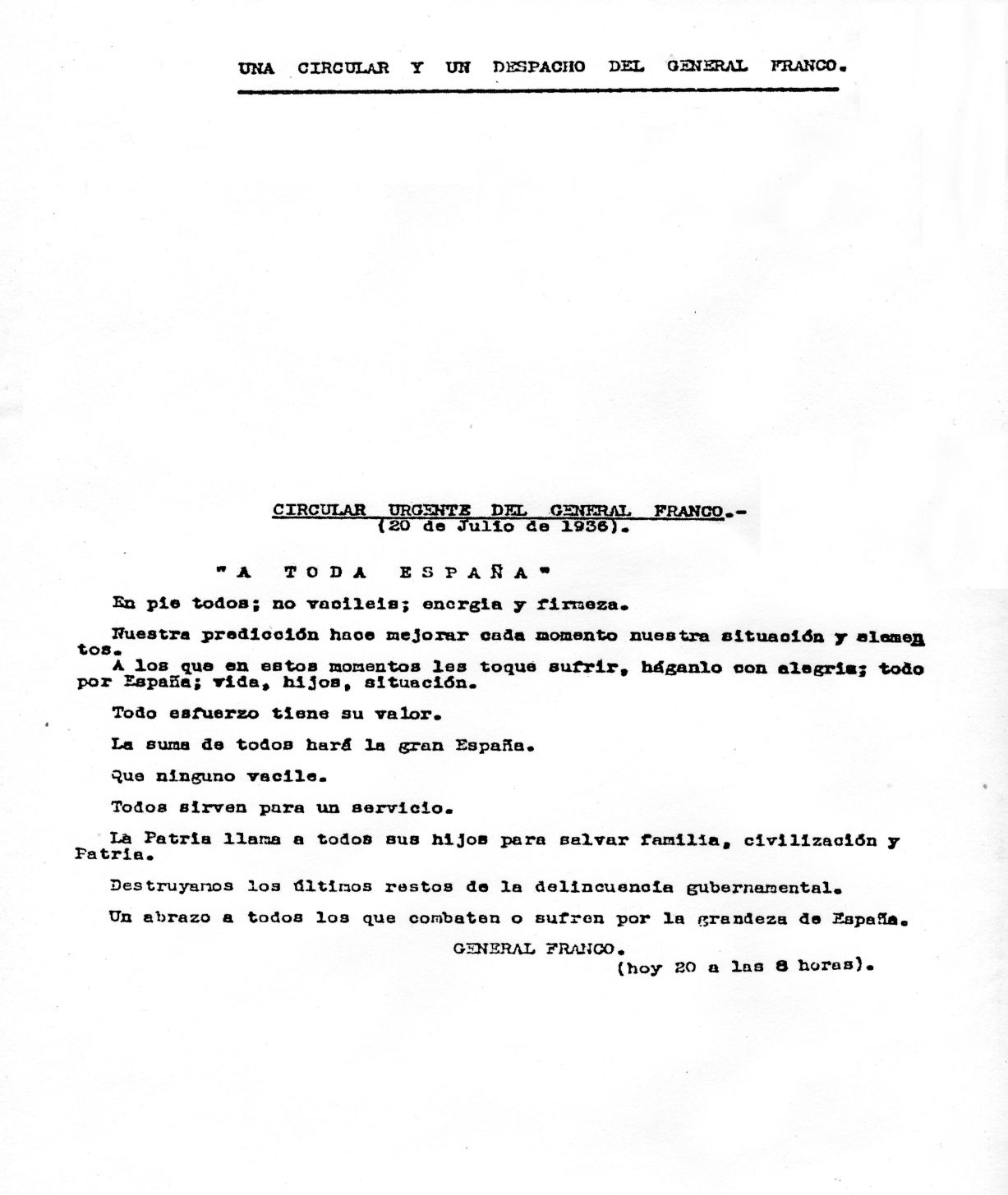
Comunicat de Francisco Franco. 20 de juliol de 1936

La situació a Andalusia va ser oposada car l'ambient va ser marcadament d'esquerres. La victòria del general Queipo de Llano a Sevilla va ser una sorpresa, producte de la seva audàcia, però la seva situació inicial va ser molt precària, igual que altres capitals d'Andalusia oriental -Cadis, Huelva, Còrdova i Granada, ja que els barris obrers van oferir molta resistència a les guarnicions militars que no van desaparèixer fins que arribà el suport de l'exèrcit d'Àfrica. Una situació molt semblant va succeir a Extremadura, on la ciutat de Càceres es va revoltar.
A les dues ciutats més importants la revolta va fracassar. A Barcelona els treballadors ja van començar a muntar guàrdia al voltant de casernes i centres oficials a partir del 16 de juliol, i els sindicats van mantenir la mobilització dels seus militants preveient el cop d'estat. Els anarquistes amb la Guàrdia Civil i la Guàrdia d'Assalt, van derrotar els rebels i el general Goded, que havia arribat de les Illes Balears, va ser capturat i empresonat al vaixell-presó Uruguay fins que un jutjat militar el va condemnar a mort al castell de Montjuïc, el dia 12 d'agost. La sort de Barcelona va decidir la de Catalunya. A Madrid la conspiració va estar força desorganitzada i els insurrectes es van quedar als seus quarters, i finalment van quedar bloquejats per les forces fidels a la República i les milícies populars.

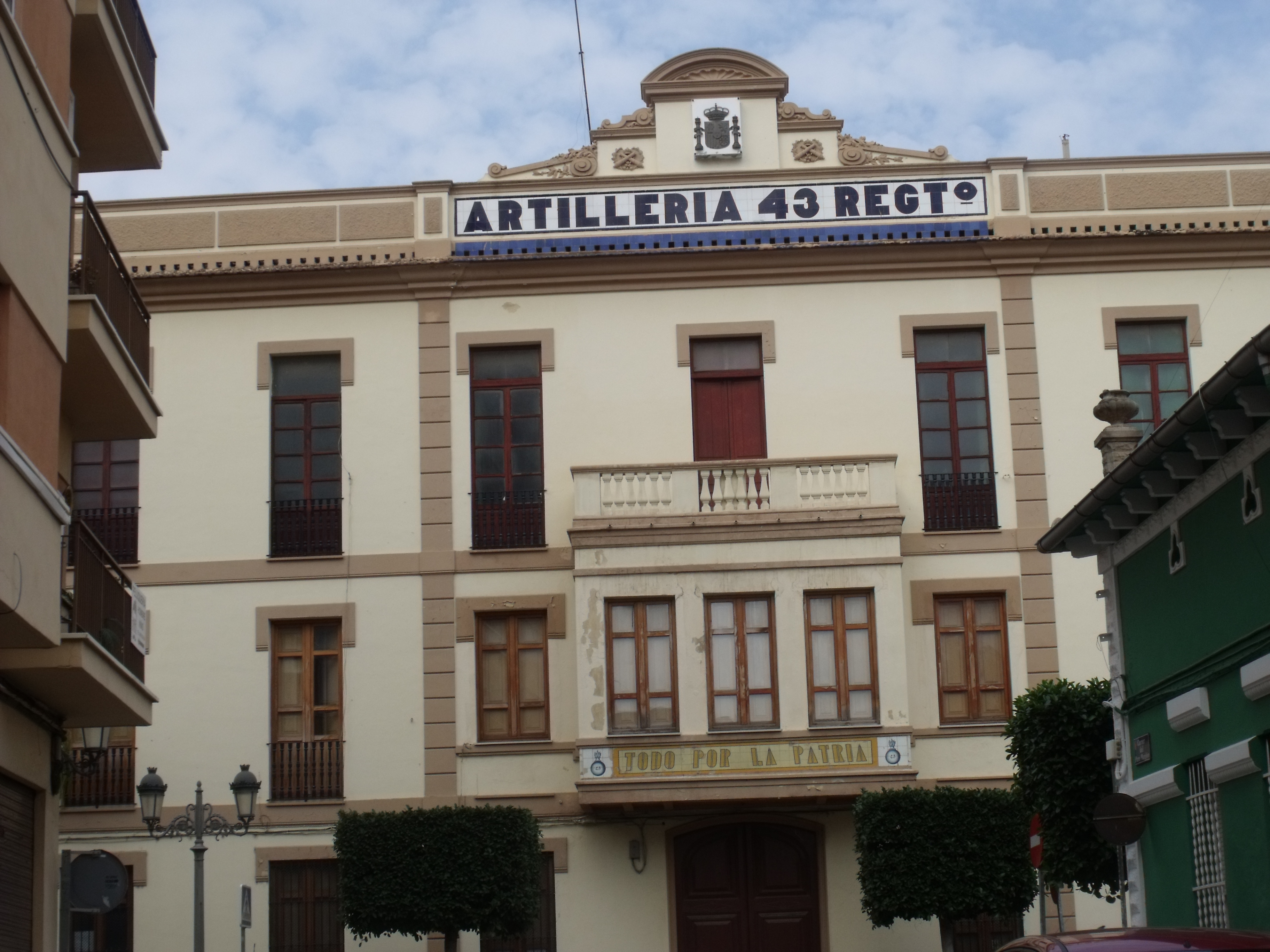
Les tropes de Paterna no es varen revoltar, en part per l'audàcia del sergent Fabra, i València va ser fidel al govern republicà

Altres regions van dubtar fins al final. Al País Basc, Àlaba va estar a favor de la revolta mentre Biscaia i Guipúscoa van estar-hi en contra gràcies a la postura dels nacionalistes bascos davant la promesa governamental de la imminent concessió de l'estatut autonòmic i l'actitud dels demòcrates cristians. A les Illes Balears es van revoltar a Mallorca i Eivissa, però no Menorca, de tradició més progressista. Al País Valencià, la situació es va decantar al final d'aquell mes a favor de la República. A la fi van quedar nuclis de resistència insurrectes que van mantenir la resistència durant diversos mesos. Cal destacar el cas de l'Alcàsser de Toledo, convertit en un punt defensiu i de resistència de la Guàrdia Civil a la ciutat de Toledo. Liderades pel coronel revoltat José Moscardó, els soldats insurrectes van suportar un setge de setanta dies de les tropes republicanes, fins que finalment, el 28 de setembre de 1936, l'Alcàsser fou conquerit per l'exèrcit franquista. La propaganda franquista va convertir el setge de l'Alcàsser en un mite i un símbol polític.

L'ofensiva dels milicians catalans a l'Aragó l'estiu de 1936 va aconseguir èxits parcials, com ara l'ocupació de ciutats properes a les tres capitals aragoneses –Bujaraloz, Pina de Ebro, Casp o Alcanyís-, però no va assolir cap dels objectius previstos. Saragossa, l'objectiu inicial de la columna Durruti –que atacava pel centre- no arribà a ser atacada, per por dels milicians de quedar aïllats. Osca, assetjada pels milicians, va romandre també a les mans dels militars insurrectes. Tot i així, el mes de setembre es va constituir el Consell Regional de Defensa d'Aragó, experiència de comunisme llibertari.

El balanç territorial dels primers dies no podia ser considerat positiu per ningú: l'Estat havia quedat dividit en dues meitats. La raó principal de l'esclat de la guerra civil va ser que el pronunciamiento imaginat pel general Mola havia fracassat: gairebé la meitat de l'oficialitat va quedar al costat del govern (tanmateix només una petita fracció va actuar a favor de la República; la resta va ser eliminada o empresonada). Però, en realitat, la primera força que podia modificar les bases obtingudes pel pronunciamiento és l'exèrcit del Marroc (l'exèrcit professional). Fins i tot l'assalt dels carlins de Navarra contra Irun haurà d'esperar, per triomfar, un reforç de la Legió. El gran problema és el transport d'aquestes forces d'intervenció del Marroc a la Península. En aquest punt, l'ajuda estrangera serà fonamental.
El fracàs del cop d'estat militar a moltes ciutats espanyoles va comportar transformacions importants en el poder polític, ja que aquest va anar a raure al moviment popular —especialment del moviment anarco-sindicalista— que havia contribuït, amb les forces públiques lleials a la República, a la derrota dels rebels.
L'ensulsiada política que van patir les institucions republicanes —el govern republicà i la Generalitat de Catalunya— va significar la pràctica desaparició de l'exèrcit, que va ser definitiva quan el govern de la República va donar l'ordre de llicenciament dels soldats. L'exèrcit regular republicà va ser substituït per milícies confederals o l'exèrcit popular, molt entusiastes políticament, però poc eficients des d'un punt de vista militar.

### La batalla de Barcelona (19 de juliol): El triomf republicà i la violència feixista a Catalunya
Els conspiradors confiaven en el triomf de la revolta a tot Catalunya gràcies a l'adhesió a la seva causa de l'oficialitat mitjana de diversos regiments establerts a la ciutat de Barcelona. Comptaven amb la complicitat dels oficials de la Unión Militar Española (UME), fortament espanyolistes i enemics dels sentiments catalanistes i d'esquerres del govern de la Generalitat d'ERC. Però no estaven amb ells els màxims caps militars destacats a Catalunya: el general Francisco Llano de la Encomienda, capità general de la IV regió militar, i el general José Aranguren Roldán, cap de la Guàrdia Civil.
El pla dels sediciosos era fer convergir els diferents regiments de la plana de Barcelona a la plaça de Catalunya i anar a controlar a continuació la Comissaria General d'Ordre Públic, el palau de la Generalitat i la Capitania General. Com que sabien que Llano no secundava el cop d'estat tenien previst que el general Goded vindria volant de Mallorca amb un hidroavió, el qual destituiria el general Llano per fer-se amo de la Capitania General i, així, de tot Catalunya.
Durant els dies previs no era cap secret que s'estava gestant un cop militar contra la república: se'n parlava obertament als periòdics, a la ràdio i al carrer. Els conspiradors, les forces del govern de la Generalitat i la FAI preparaven els seus plans, i els tres ho feien pensant en els precedents dels Fets d'octubre de 1934: els primers confiats a repetir-los fàcilment, i els segons i tercers a evitar-los. Pocs dies abans la Generalitat havia nomenat Comissari General d'Ordre Públic a Frederic Escofet qui es va ocupar de recopilar tota la informació dels sediciosos i a preveure totes les seves estratègies que podien optar per prendre Barcelona. Preparava una estratègia que evidenciés als sediciosos que es trobaven en minoria i s'estaven aixecant contra la legalitat vigent. Pel seu compte, la CNT-FAI tenia vigilades totes les casernes per donar el senyal d'alerta quan els soldats en sortissin. La seva estratègia era deixar sortir els sediciosos de les casernes per tal d'atacar-les amb la guàrdia baixa i apoderar-se de les armes que hi hagués a l'interior. La tarda del 18 de juliol, dissabte, es van conèixer les notícies que el cop havia començat: moviments no autoritzats de l'exèrcit colonial al Marroc van alertar els mitjans de comunicació, el govern espanyol i el govern català.
Ni de bon tros tota l'oficialitat de l'exèrcit destacat a Barcelona estava amb els colpistes. A moltes casernes els oficials lleials a la República foren detinguts pels sediciosos o es mantingueren al marge del cop. A més a més, com que era el mes de juliol bona part de la tropa es trobava amb permís d'estiu o ja llicenciada, així que en bona part les casernes estaven buides.

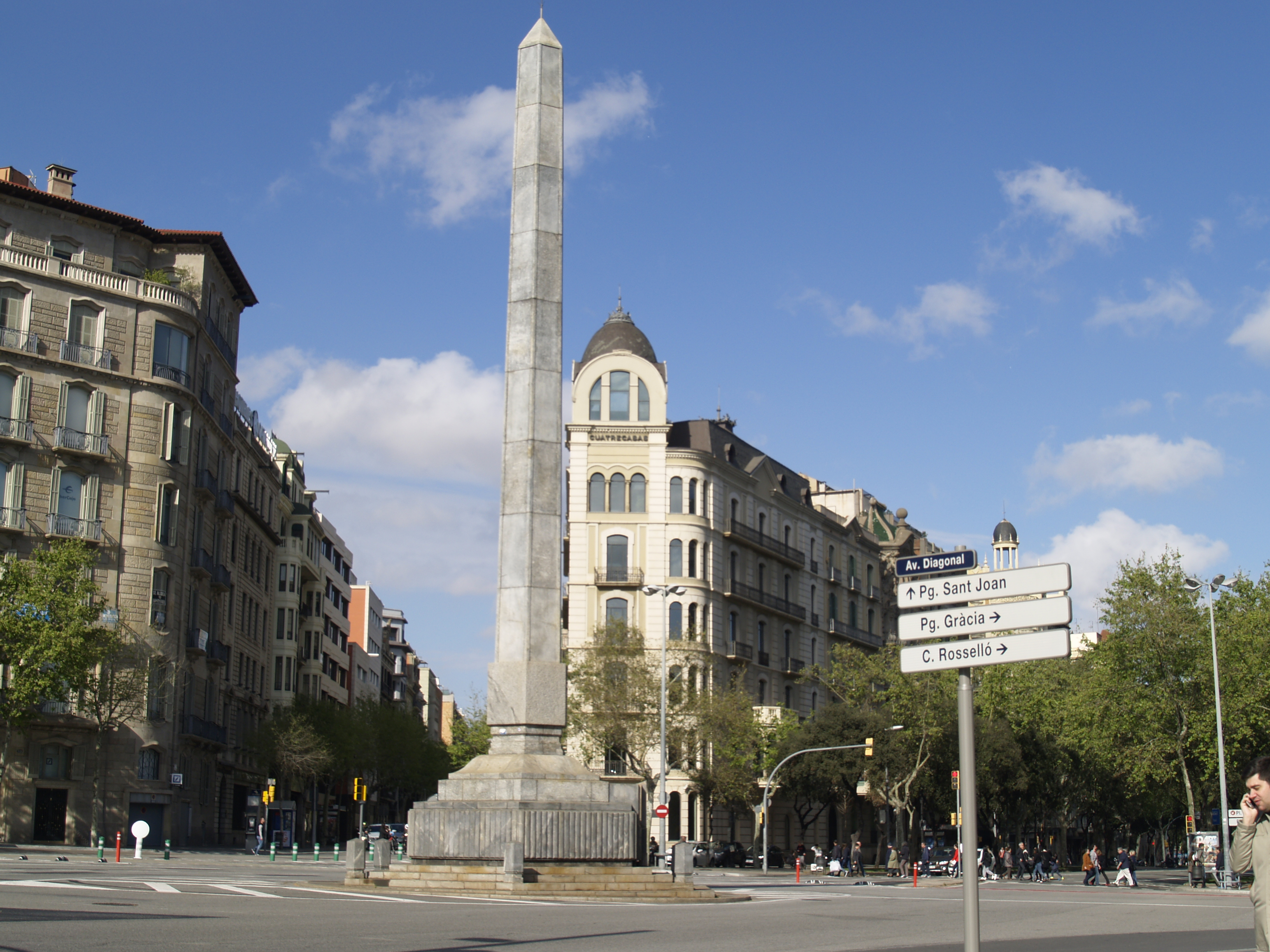
Cinc d'Oros

A les 4.30 de la matinada del dia 19 de juliol de 1936 sortien les primeres tropes colpistes de les casernes de Pedralbes. Immediatament començaren a sonar les sirenes de totes les fàbriques de Barcelona i dels vaixells del port alertant la població. Començaren a sorgir barricades a molts carrers de la ciutat construïdes per militants de la CNT, ERC i altres organitzacions polítiques. Seguint el pla establert, el comissari general d'ordre públic, Frederic Escofet, va disposar ràpidament les companyies de Guàrdies d'Assalt i de Mossos d'Esquadra en diversos punts neuràlgics de la ciutat per on havien de passar les columnes revoltades: al Paral·lel a l'altura de Drassanes per tallar-los el pas cap a la Capitania, a Plaça Catalunya per tallar el pas cap al centre de Barcelona i per protegir l'edifici de la Telefònica, al Pla de Palau per protegir la seu de la Conselleria de Governació i a la cruïlla "Cinc d'Oros" (Passeig de Gràcia amb Diagonal) per ser punt de pas de les casernes tant de Pedralbes com de Gràcia. Finalment va disposar les reserves guardant el Palau de la Generalitat i la seu de la Comissaria General d'Ordre Públic a la Via Laietana, on es va traslladar en persona el president Lluís Companys. L'estratègia es veié encertada, ja que foren els principals escenaris de l'enfrontament amb els sediciosos, els quals hi van quedar encallats durant les hores següents. La Plaça Espanya fou un altre dels escenaris de lluita, que va anar a càrrec bàsicament dels treballadors d'Hostafrancs. El temps anava a favor dels lleials a la república perquè a mesura que passava centenars de barcelonins armats sortien al carrer i es dirigien allí on se sentien els trets per sumar-se a les forces republicanes o obreres. Mentrestant l'estat major anarcosindicalista es va instal·lar a les 7.00 a l'Arc del Teatre de la Rambla perquè creien, erròniament, que els rebels es dirigirien a Capitania pel carrer Sant Pau. Com que no aparegueren pujaren ells mateixos el carrer fins a arribar al Paral·lel, on ajudaren a derrotar-los. A les 11.30 del matí els militars colpistes ja havien estat vençuts al Paral·lel, l'Estació de França i a la cruïlla de Pau Claris amb Diputació, mentre que continuaven a la plaça de Catalunya i la plaça Universitat. A partir del migdia centenars d'espontanis esperaven a les portes de les casernes gairebé desertes per poder assaltar-les i prendre les armes del seu interior.
Pel que fa al colpista general Goded, el seu hidroavió havia aterrat al moll i a les 13.00 havia aconseguit arribar a Capitania on el general lleial Llano de la Encomienda, envoltat de sediciosos que no s'atrevien a detenir-lo, feia trucades a tort i a dret ordenant a les tropes de mantenir-se quietes. Goded va destituir-lo, però a aquelles altures el cop ja havia fracassat a Barcelona. Fou llavors quan va trucar al general Aranguren, cap de la guàrdia civil, perquè se sumés al cop, però aquesta s'hi negà: a les 14.30 centenars de guàrdies civils van desfilar per la Via Laietana saludant el president Companys i posant-se a les ordres del comissari general Frederic Escofet. A partir de les 15.00 entraren en combat a la plaça Universitat i la plaça Catalunya, decantant definitivament la batalla a favor de la legalitat republicana. Durant la tarda les forces combinades de la Guàrdia d'Assalt, de la Guàrdia Civil i una considerable massa obrera armada, amb l'ajut dels canons capturats al matí, van mantenir una dura lluita contra els revoltats reclosos a la Capitania des de les 16.30 fins més enllà de les 18.00 hores, quan finalment foren vençuts i el general Goded detingut i salvat del linxament de la massa congregada. Fou traslladat immediatament en presència del president Companys i obligat a reconèixer la derrota a través de la ràdio. Després ell i la resta de presoners foren tancats al vaixell-presó Uruguay.
Un cop derrotats els militars revoltats, la ciutat restà en un estat manifest d'eufòria revolucionària. Els soldats havien abandonat les casernes: uns per sabotejar o no participar del cop d'estat dels sediciosos, altres emparats pel decret del Govern de la República del dia abans en què dissolia les unitats revoltades (decret lògicament inútil, ja que les unitats revoltades no es van dissoldre i sí que ho van fer moltes de les que haurien pogut realinear-se amb la República un cop els seus oficials facciosos havien estat detinguts), i d'altres simplement marxaren davant del buit de poder i l'agitació social. Entre els dies 20 i 21 s'acabaren de vèncer els militars atrinxerats a Sant Andreu, les Drassanes, les dependències militars de Colom i el convent dels carmelites, alguns dels quals foren linxats.
A la resta de Catalunya l'exèrcit es va revoltar a Mataró, Girona, Figueres i Lleida, però renunciaren de seguida a la insurrecció quan el cop va fracassar a Barcelona. A Tarragona, la Seu d'Urgell i Manresa es va mantenir lleial a la legalitat.

#### Transformacions revolucionàries a la rereguarda republicana. La revolució anarquista del 19 de juliol a Barcelona
A més a més de suposar el fracàs de la revolta militar, la jornada del 19 de juliol va tenir una gran transcendència per a la història posterior, ja que el poder polític va anar a raure al carrer, a les mans del moviment popular, especialment dels anarquistes, que havien contribuït decisivament a la derrota de l'exèrcit. A Barcelona, l'assalt a les casernes de les Drassanes i de Sant Andreu els va proporcionar un important arsenal bèl·lic que els va donar l'hegemonia, en detriment de les altres forces polítiques i de la Generalitat.
Les organitzacions obreres de signe anarquista assaltaren el Parc d'Artilleria i la caserna de Sant Andreu el matí del dia 20 de juliol on aconseguiren gran quantitat d'armes i material de guerra. Frederic Escofet va enviar-hi una companyia de la Guàrdia Republicana Nacional per protegir l'armeria de 30.000 fusells que contenia, però quan hi arribaren la van trobar sota el control de la CNT-FAI, ocupada per centenars de paisans i amb els fusells repartits entre la massa popular. El capità López Gatell, al càrrec de la companyia, va optar per no intervenir. L'escampada d'armes entre la població incloent els denominats «incontrolats», delinqüents comuns sense cap agenda política, esdevingué un factor determinant en la violència i el pillatge que es va produir durant els mesos següents a la rereguarda.
Les armes i la determinació a l'hora d'enfrontar-se als militars insurrectes feren de la CNT-FAI l'autèntica força del poder en la Barcelona de l'endemà del cop d'Estat. El mateix 20 de juliol a la tarda, Joan García Oliver i Buenaventura Durruti, entre altres dirigents anarquistes, es presentaren armats al despatx del president Companys, el qual, en un intent controvertit de mantenir la legalitat democràtica, acceptà la creació del Comitè Central de Milícies Antifeixistes de Catalunya, que havia de ser l'autèntic òrgan de poder a Catalunya fins a la seva dissolució el mes de setembre.
Paral·lelament a l'eclosió de personalitats dins l'anarcosindicalisme que eren partidaris de col·laborar amb les autoritats republicanes en la victòria sobre els militars revoltats i la necessitat del manteniment de l'ordre i la legalitat (Joan Peiró, Joan García Oliver, Diego Abad de Santillán), van aparèixer altres dirigents -majoritàriament de la FAI- que proclamaren la revolució i promogueren les Patrulles de Control del Comitè Central de Milícies Antifeixistes de Catalunya o d'incontrolats, que sembraren el terror per tot el país (Manuel Escorza del Val o Dionís Eroles i Batlló).
El procés revolucionari que va esclatar a la zona republicana va fragmentar el poder polític. A cada regió es van constituir juntes que administraven el poder sense tenir en compte la resta de l'Estat. La revolució també va tenir conseqüències de caràcter militar, car no va existir un comandament unificat amb capacitat de planificar una acció bèl·lica, mentre que les unitats regulars van patir un procés de descomposició que les va convertir en inservibles. Les milícies populars, que van voler substituir les unitats militars, van resultar ineficients i indisciplinades. Un darrer aspecte del procés revolucionari -que va despertar passions entre els observadors forans- va ser la qüestió social i econòmica: els anarquistes, però també els comunistes i els socialistes, van posar en marxa una col·lectivització de la propietat, intensa al camp d'Andalusia i d'Aragó i a la indústria catalana. A Barcelona es van expropiar tres quartes parts de les indústries, però en canvi només una de cada tres a Madrid.

#### El Comitè Central de Milícies Antifeixistes de Catalunya
Companys proposà als dirigents anarcosindicalistes la creació d'un nou organisme, integrat per representants de totes les forces polítiques esquerranes i sindicals, que s'encarregués de fer front a l'amenaça feixista. Aquest organisme s'havia d'anomenar Comitè Central de Milícies Antifeixistes. El primer objectiu que es plantejava Companys era reorganitzar les forces armades a través d'aquest nou organisme, i donava aquesta finalitat al Comitè de Milícies, que proposava a totes les forces polítiques i sindicals tot esperant que els anarquistes, essencialment homes combatius, s'hi integrarien i es desentendrien de les qüestions polítiques.
Els dirigents van acceptar a condició que l'esmentat Comitè fos l'òrgan superior de Catalunya en els àmbits de política, economia i exèrcit. A partir de la seva creació, el dia 21 de juliol, el Comitè va donar resposta a la nova correlació de forces sorgida després de l'esclafament de l'alçament militar a Catalunya. El Comitè va aplegar representants de les organitzacions sindicals i els partits del Front Popular, encara que el predomini era netament anarcosindicalista sota les figures de Joan García Oliver, Buenaventura Durruti i Diego Abad de Santillán, que també imposaren un Consell Suprem de l'Economia a Catalunya per a dirigir el decret de col·lectivitzacions a fàbriques i empreses. Joan García Oliver va esdevenir, a la pràctica, el cap del Comitè.

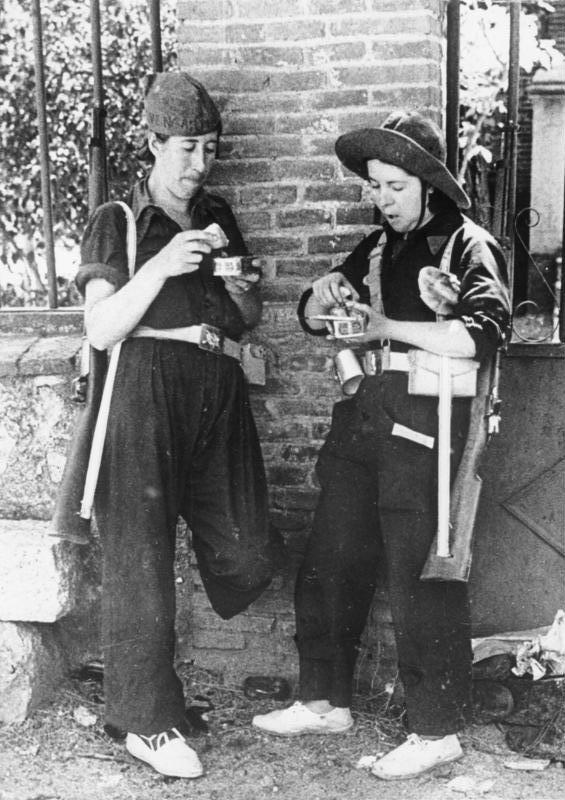
Milicianes al principi de la guerra. Al bàndol del Front Popular el poder va passar del govern a les milícies antifeixistes.

Figuraren en el primer comitè central tres dirigents de la CNT (Buenaventura Durruti, José Asens i Joan García Oliver), dos de la FAI (Diego Abad de Santillán i Aurelio Fernández), tres de la UGT (José del Barrio, Salvador González i Antonio López), un del PSUC (Josep Miret i Musté), dos del Partit Obrer d'Unificació Marxista (POUM)(Josep Rovira i Canals i Julián Gorkin), tres d'ERC (Artemi Aiguader i Miró, Jaume Miravitlles i Navarra i Joan Pons), un de la Unió de Rabassaires (Josep Torrents i Rossell), un d'Acció Catalana Republicana (Tomàs Fàbregas), Lluís Prunés i dos militars (Vicenç Guarner i Josep Guarner), com a assessors de la Generalitat.

#### L'entrada de la CNT-FAI al govern de la Generalitat de Catalunya
El conseller primer del Govern de la Generalitat Joan Casanovas dimitia el 25 de setembre en haver fracassat en l'intent de recuperar les competències que el Comitè Central de Milícies Antifeixistes havia arrabassat al Govern i poder restablir a continuació l'ordre enmig de la situació caòtica que el país vivia. El nou conseller primer Josep Tarradellas nomenava el 26 de setembre el nou govern, en el qual s'integraven quatre consellers procedents de partits o sindicats revolucionaris: Andreu Nin (POUM) de Justícia, Joan Porqueres i Fàbregas (CNT) d'Economia, Josep Juan i Domènech (CNT) de Proveïments i Antonio García Birlán (FAI) de Sanitat i Assistència Social. El nou organisme ni tan sols se'n va poder dir Govern de la Generalitat, sinó "Consejo de la Generalidad", per imperatiu de la FAI.
La primera decisió del nou organisme fou la supressió del Comitè Central de Milícies Antifeixistes, que ja no els feia falta a les organitzacions anarquistes, car els seus representants ja constituïen l'òrgan de govern en una proporció molt semblant a la del Comitè. No se suprimiren, però, les sinistres Patrulles de Control i al conseller de Seguretat Interior, Artemi Aiguader (ERC), li fou imposat com a cap de Serveis de la Comissaria General d'Ordre Públic, Dionís Eroles i Batlló, membre de la FAI i antic pistoler d'aquesta organització. Un grup dels seus agents, anomenats "els nanos de l'Eroles", desenvoluparen, de manera autònoma, sagnants activitats de repressió.

#### Violència i repressió a la rereguarda republicana
Des de l'endemà mateix de la victòria popular sobre els militars revoltats aconseguida als carrers de Barcelona, a la majoria de pobles de Catalunya van començar a produir-se assassinats d'eclesiàstics i de persones que tenien alguna mena de vinculació -sovint remota- amb l'Església, amb partits de dreta o simplement fossin acabalades, a càrrec de les Patrulles de Control o de simples incontrolats. La situació es va allargar durant nou mesos i mig i no es va aturar del tot fins que els Fets de Maig van tornar la societat catalana a la legalitat republicana.
Malgrat la instrumentació per part del règim franquista de les víctimes de la repressió revolucionària a la rereguarda republicana i de les exagerades valoracions que hi va projectar, els darrers estudis han estimat en 8.148 persones el nombre d'assassinats produïts a Catalunya durant aquest període. D'aquests, més de 2.000 foren eclesiàstics, dels quals uns 1.190 eren capellans, uns 795 religiosos regulars i 50 monges.
Segons fonts de la Generalitat de Catalunya, la xifra total de víctimes entre juliol del 1936 i febrer del 1939 van ser de 8.352, mentre que només entre juliol i setembre, el període més dur de la repressió el nombre de persones assassinades va ser de 4.682. Segons aquesta mateixa font, la pertinença d'aquestes persones era:
- Religiosos: 2.441
- Lliga Regionalista: 281
- Carlistes: 1.199
- CEDA: 213
- Falange: 108
- Renovación Española: 70
- Acción Ciudadana: 117
- Unión Patriótica: 36
- Sindicat Lliure: 110
- Federació de Joves Cristians:[35] 73
- Altres: 34

El clima de terror que durant aquests mesos es va apoderar de bona part de la població es va complementar amb la destrucció d'un gran nombre d'esglésies i d'altres estructures religioses, així com de moltes obres d'art i d'imatgeria religiosa que van ser cremades o destruïdes gairebé impunement pels escamots, els quals adoptaven sovint la tàctica d'anar a assassinar o destruir les esglésies de pobles veïns, però no del propi.
Diversos historiadors consideren que aquesta sagnant repressió a la rereguarda republicana durant els primers mesos de guerra fou un element que contribuí especialment a "espantar" les democràcies occidentals i al fet que no decidissin ajudar obertament el règim republicà legítim.

### Avantatges i desavantatges de cada camp
El govern republicà disposa de les reserves d'or del Banc d'Espanya per pagar importacions de béns essencials i armament. A la seva zona hi ha la majoria de les zones industrials i la major part dels recursos miners, però les àrees cerealístiques queden en zona rebel. Tanmateix, fins a la segona meitat de la guerra la relació global producció/aliments/població no arribarà a ser catastròfica pel camp republicà. En canvi, hi ha manca de primeres matèries i dificultats logístiques en el proveïment d'aliments a les grans ciutats, als nombrosos refugiats i a l'exèrcit; les grans empreses estrangeres, atemorides per les desamortitzacions, van tancar les fàbriques. A més, la franja cantàbrica estava desconnectada de la resta de la zona republicana i va ser conquerida per les tropes de Franco a mitjans de 1937. Les col·lectivitzacions (apropiació de les terres de conreu i de les fàbriques per part dels pagesos i dels obrers, organitzats en comitès) es van dur a terme d'una manera desigual: la indústria va ser col·lectivitzada a Catalunya, però no al País Basc, els camps van ser col·lectivitzats a Aragó i a Castella la Manxa, però no al País Valencià.
El Movimiento, al principi de la guerra, només domina àmplies regions cerealistes i ramaderes i algunes zones mineres, però la conquesta de Bilbao i de la cornisa Cantàbrica li van proporcionar una indústria siderúrgica fonamental, a més de trobar grans facilitats en els fons econòmics internacionals: la Companyia Vacuum Oil Company Tànger, per exemple, es va negar a vendre als vaixells republicans, mentre la companyia americana Texas Oil Company va proveir benzina a crèdit a les tropes del general Franco fins a la fi de la guerra. Finalment, el paper financer de Joan March i Ordinas és, actualment, prou conegut.
Els efectius militars disponibles a l'inici de la guerra civil van ser molt igualats: a la zona republicana els efectius eren 46.188, zona nacional 44.026; unitats de la Guàrdia Civil: zona republicana 108, zona revoltada 109; regiments de carabiners: zona republicana 54, zona revoltada 55. A més cal afegir, en un costat, les milícies populars, i en l'altre les tropes marroquines i els voluntaris carlistes i falangistes. Els cossos d'oficials van quedar dividits al 50%. Més important és la situació qualitativa car els generals van desenvolupar un paper més decisiu en el bàndol colpista i l'oficialitat jove va figurar en la seva immensa majoria; factors que expliquen la major eficàcia bèl·lica dels insurrectes a l'etapa inicial de la guerra, mentre la República té problemes per organitzar un exèrcit: d'uns 16.000 espanyols amb el grau d'oficials, el govern només en pot emprar entre 2.000 i 3.000. Amb relació a l'armament, el repartiment inicial no era desfavorable a la República, però soldats improvisats, comandaments inexperts o sospitosos, material antic, una marina sense oficials i l'aviació fidel però mal equipada no pot considerar-se una força de combat.

### El suport internacional
En principi, les democràcies europees, amb el Regne Unit al capdavant, es proclamaren neutrals; a la pràctica els seus diplomàtics a Espanya donaren suport al bàndol colpista, ja que, al seu entendre, el bàndol republicà era controlat per comunistes, anarquistes i socialistes revolucionaris. Per tant, van congelar tots els béns espanyols, afectant principalment les seves reserves d'or a la Gran Bretanya. De manera semblant, l'embargament d'armes anglofrancès colpia desproporcionadament als republicans. En el fons ni la Gran Bretanya ni França no van intervenir significativament. La Gran Bretanya proveïa de menjar i medicaments a la República, però dissuadia activament al govern francès de Léon Blum de proveir d'armes a l'exèrcit republicà.
El 25 de juliol, membres del partit Nazi de Tetuan, emissaris del general Franco, s'entrevisten amb Hitler, qui posa en marxa immediatament un pont aeri per a les tropes del Marroc i promet ajuda ràpida. En conseqüència, les dictadures totalitàries europees -l'Alemanya nazi d'Adolf Hitler, però també la Itàlia feixista de Benito Mussolini- violaven l'embargament i envien tropes -«Corpo Truppe Volontarie» i Legió Còndor-, avions i armes per donar suport als militars revoltats. La contribució italiana va ser d'uns 60.000 efectius en el moment culminant de la guerra. El 27 de juliol de 1936 el primer esquadró d'avions italians arriba a l'Espanya insurrecta. El Tercer Reich utilitzarà la guerra com a zona de proves del seu modern armament pesant i aviació, com ho va ser del caça Messerschmitt Me-109 i del bombarder Junkers Ju 52.
A causa de l'embargament d'armes angleses i franceses, el govern de la República només pogué adquirir armes a la Unió Soviètica. Van comprar armes, avions (caces Polikarpov I-15 i I-16), 900 tancs, 1.500 peces d'artilleria, 300 cotxes blindats, centenars de milers de petit armament, i 30.000 tones de munició, una part de la qual era defectuosa. Per pagar aquests armaments els republicans van emprar la major part de les reserves d'or. La Unió Soviètica també va enviar uns 2.000 militars al bàndol republicà, principalment tripulació de tancs i pilots, que participaren de manera activa en el combat. Tanmateix, Stalin va reprimir aquells elements republicans que eren hostils a la Unió Soviètica (p. ex. l'antiestalinista POUM), i també va esforçar-se conscientment per limitar la implicació soviètica en un intent de romandre en bones relacions diplomàtiques amb França i Gran Bretanya. Mèxic també va ajudar els republicans proporcionant rifles i menjar durant la guerra.
Milers de voluntaris internacionals van participar en la guerra, la majoria d'ells en el costat republicà i integrats a les Brigades Internacionals organitzades pel Komintern. Es calcula que prop de 60.000 homes i dones col·laboraren amb les Brigades Internacionals, incloent-hi els combatents que constituïren 7 Brigades fins a la seva retirada el 23 de setembre del 1938. Altres voluntaris van lluitar com a membres de les milícies de la CNT i el POUM, però també hi va haver voluntaris -pocs i menys organitzats- que van lluitar amb el bàndol revoltat, com els irlandesos Blueshirts comandats per Eoin O'Duffy.

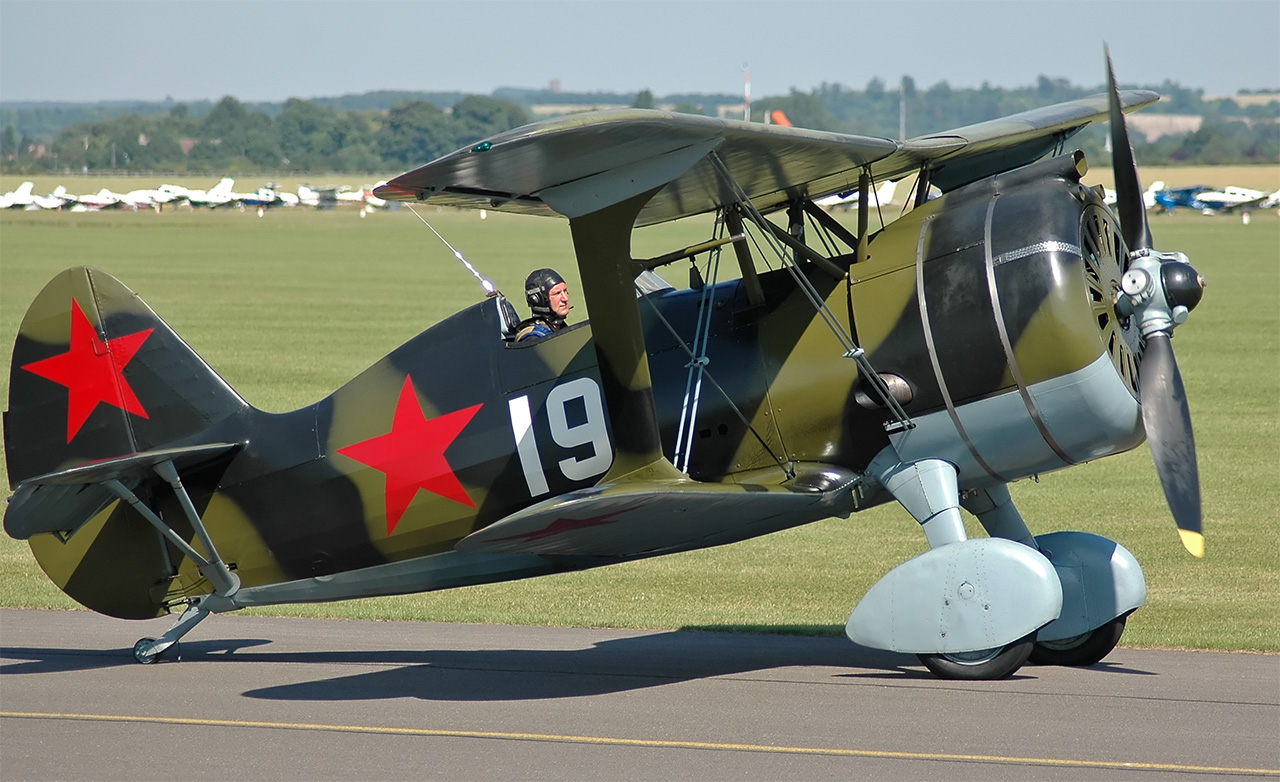
Avió Polikarpov I-15. El govern republicà va comprar una xifra considerable de material a l'URSS: 800 avions, 1.000 tancs, 30.000 metralladores. També va desplaçar 2.064 tècnics.
Bandera de les Brigades Internacionals. Des de juliol de 1936 nombroses persones de setanta nacionalitats van participar sota la influència de la Internacional Comunista.
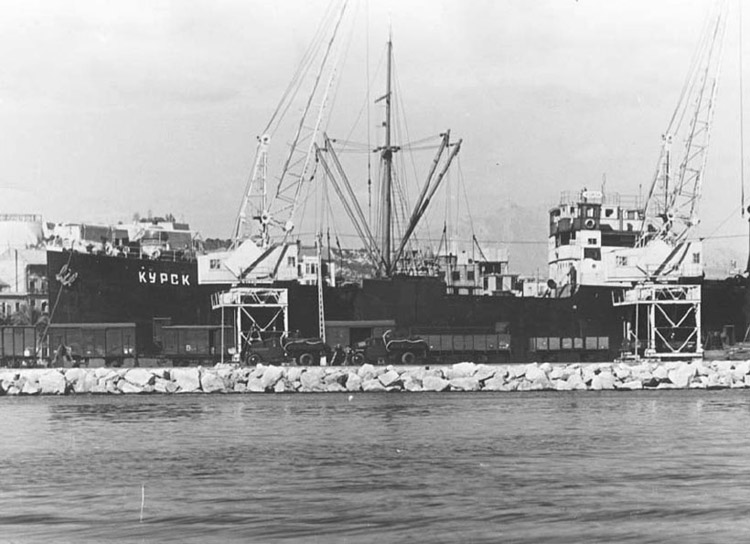
Descàrrega d'ajuda militar soviètica al port d'Alacant. Fotografia anònima del 28 de desembre de 1936.
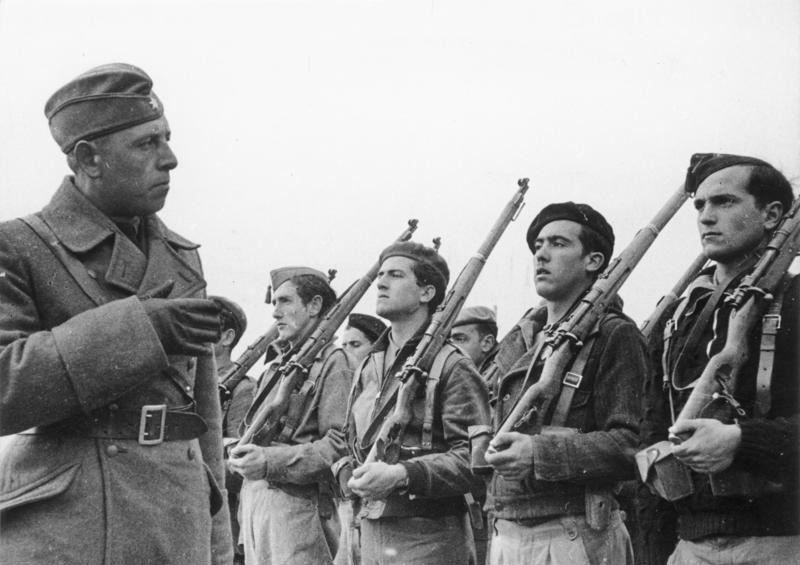
Escola de formació d'infanteria a Àvila, zona franquista. Aquí són formats els futurs oficials de la infanteria per professors alemanys i espanyols en cursos de vuit setmanes com a oficials.

#### Suport al bàndol republicà

##### Mèxic
Mèxic va expressar suport decidit a la República i es va negar a recolzar les propostes internacionals de no ingerència, atès que, per la ingerència de l'Alemanya i Itàlia, donaven avantatge clar al bàndol rebel. A diferència dels Estats Units, els mexicans no volien ser neutrals, i el president Lázaro Cárdenas del Río va veure paral·lelismes amb la revolució mexicana de 1910-1928.
Especialment el 1936 i el 1937, Mèxic va vendre armes directament a la República, però també càrregues clàndestines d'armes procedents de Polònia i Noruega que tenien Mèxic com a falsa destinació a la documentació. Els militars rebels, però, tingueren un gran suport entre terratinents i altres forces internes a Mèxic.
Mentre altres països llatinoamericans, com Argentina, Brasil, Xile i el Perú, recolzaven als militars colpistes, el suport mexicà a la República va ser de gran valor simbòlic, alhora que el suport material va ser important a principis de la Guerra Civil. El suport financer, a més de les importants càrregues de contraban, va ser d'uns 2 milions de dòlars i uns quants avions petits.

##### Noruega
Als països nòrdics, el moviment obrer es va posar al costat de la República des del primer moment, i el 1936 els governs socialdemòcrates fomentar el contraban d'armes i el reclutament de voluntaris per a les brigades internacionals. També l'LO i el Partit Laborista recaptaren un total de gairebé 2 milions de corones per a ajuda humanitària, mentre que l'NKP mobilitzà mariners noruecs perquè s'ocupessin activament del contraban d'armes, especialment dels Països Bàltics. Durant el 1937, la navegació noruega va ser cada cop més afectada pel bàndol rebel a l'estret de Gibraltar, i el ministre d'Afers Exteriors Halvdan Koht va patir una dolorosa derrota política quan volia intentar enviar el vaixell " Olav Tryggvason " per protegir els vaixells noruecs que feien escala als ports de la República. El govern també va fracassar amb les propostes de pau internacionals a la Societat de Nacions. Per tot plegat, a principis de 1938, l'Associació d'armadors noruecs i l'Confederació de la indústria noruega van llançar una campanya per la pau comercial amb Franco, i els conservadors exigiren el reconeixement del règim nacionalista. El govern i el ministre d'Afers Exteriors Koht van sobreviure a l'enfrontament intern dins del Partit Laborista quan, a la tardor de 1938, Noruega va establir relacions diplomàtiques amb els rebels per salvar el transport marítim als ports espanyols.
Per un altre costat, s'allistaren uns 220 noruecs a les brigades internacionals i un nombre desconegut, potser uns 5-10 voluntaris, al bàndol nacionalista. Dos d'aquests van ser Per Imerslund i Roy Alexander Rosland. En el bàndol republicà hi van participar voluntaris coneguts com Oluf Milde, Asbjørn Sunde, Johan Wesselvold, Gunnar Skjeseth i Nini Haslund Gleditsch. Gleditsch i Haakon Lie van participar en els treballs de socors, mentre que el secretari del partit Einar Gerhardsen va visitar la república i el front de Madrid el 1938. Els treballs de socors es van organitzar a través de l' Ajut espanyol, precursor de l'Ajuda Popular de Noruega. A Alcoi es va fundar un hospital noruec-suec, dirigit pel doctor Gunnar Johnson (metge en cap de la sala d'urgències d'Oslo) i el doctor Gunnar Finsen.

##### Unió Soviètica
Oficialment, la Unió Soviètica va donar suport a la política de no ingerència de la Societat de Nacions, però acabà disposant una mena d'Estat major que feia el seguiment de la guerra, així com oficials i altres combatents. Per aquest fet, després del buit militar omplert amb les columnes de voluntaris, l'exèrcit republicà es va reorganitzar seguint l'exemple de l'Exèrcit Roig, incloent-hi comissaris comunistes. La Unió Soviética també proveí ajud material, entre altres coses, 806 avions, 362 tancs i 1.555 unitats d'artilleria, però va establir condicions estrictes, entre altres coses, assegurar-se el cobrament a partir de la reserva d'or espanyola.
En total, es poden comptabilitzar uns 800 militars soviètics d'un total d'unes 2.150 persones, incloent uns 600 no combatents, inclosos intèrprets. La falta de disciplina com, sobretot, les grans diferències culturals, de vegades van crear grans tensions i conflictes interns entre els consellers militars soviètics i els combatents republicans.
La participació soviètica en la Guerra Civil espanyola va ser paral·lela als judicis de Moscou, i aquestes purgues també van afectar els oficials que servien a Espanya. Això va provocar, entre altres coses, una manca de continuïtat i que les decisions es prenguessin sobre la base de consideracions diferents de les militars. Això podia significar que les decisions militars fosin preses per oficials destituïts, o que el pensament militar dels oficials que havien caigut en desgracia s'invertís o no es dugués a terme, independentment de les conseqüències militars. A mesura que la guerra civil continuava deteriorant-se per a la república, Stalin va dirigir la seva atenció cap a l'est cap a la Segona Guerra Xino-japonesa, que va esclatar el juliol de 1937 i aviat va requerir el compromís soviètic.
La paranoia de Stalin sobre el contagi ideològic estranger va fer que diversos consellers soviètics que havien servit a Espanya es veiessin obligats a confessar contactes traïdors a l'estranger, i allà després de ser afusellats.

#### Suport al bàndol rebel

##### Alemanya
Fallit el cop d'estat, en Francisco Franco va demanar ajuda a Adolf Hitler i a Benito Mussolini, en un primer moment per a superar el pas de l'Estret, atès que la marina republicana romania fidel al règim legítim. L'Adolf Hitler va respondre immediatament, i dugué a terme tres grans operacions militars a Espanya. La primera, anomenada Operació Feuerzauber ("Foc màgic " - de l'últim moviment de l'òpera Siegfried de Richard Wagner) el juliol de 1936, on va utilitzar 20 avions de transport Junkers Ju 52 juntament amb sis avions d'escorta i personal de manteniment als avions, per facilitar el trasllat de soldats rebels del Marroc a Espanya, un element clau del pla d'insurrecció. S'acordà que el pagament seria en forma de materies primers, com ara coure i ferro.
Però la major contribució alemanya arribà després de l'intent fallit de Franco de prendre Madrid. Aleshores, la intervenció alemanya esdevingué directa amb la creació de la Legió Còndor, el novembre de 1936. S'enviaren uns 3.500 homes i 92 avions. La Legió va romandre com una unitat operativa activa sota el comandament general de Franco a Espanya durant la Guerra Civil fins a la seva conclusió el maig de 1939. En Hitler volia que el suport alemany només responguessin davant d'en Franco i no altres sollevats.
La força alemanya estava dirigida per Hugo Sperrle, amb Wilhelm Ritter von Thoma com a comandant de les forces terrestres i Wolfram Freiherr von Richthofen com a comandant de les forces aèries. Ara bé, en el seu punt àlgid, la força alemanya era d'uns 12.000 homes. Es pot fer el recompte d'uns 19.000 alemanys al bàndol rebel al llarg de la Guerra Civil Espanyola.

##### Itàlia
Després que Franco hagués demanat i rebut el suport d'Alemanya, el líder italià Benito Mussolini també es va unir a la guerra. En Mussolini va enviar més forces terrestres que Hitler, però inicialment menys suport material. Quan l'esclat de la guerra, en Mussolini va enviar primer dotze bombarders Savoia-Marchetti SM.81. El 7 d'agost, aquests van ser seguits per 27 caces Fiat, cinc tancs lleugers Fiat-Ansaldo CV-33 i dotze canons de camp, tots amb munició i operaris entrenats. Posteriorment s'enviaren tres hidroavions i avions de caça més.
Entrada la guerra, Itàlia va donar suport amb la marina italiana (Regia Marina Italiana) ajudant-los també a superar l'embargament d'armes a la Mediterrània. Alhora els va subministrar metralladores, artilleria, avions i tancs lleugers. La Força Aèria Italiana ajudà amb Aviazione Legionaria i una unitat de l'exèrcit voluntari, el Corpo Troop Volunteer o CVT. Aquest fou comandat primer pel Mario Roatta, després per l'Ettore Bastico durant les batalles al nord d'Espanya el 1937, després pel Mario Berti, durant l'ofensiva d'Aragó, i finalment pel Gastone Gambara, durant l'Ofensiva de Catalunya i fins que la força es va retirar el febrer de 1939. El CVT tenia una força de fins a 50.000 homes, i mitjançant la rotació d'efectius van servir més de 75.000 italians.

##### Portugal
Els rebels també reberen armes i subministraments de Portugal. I l'António de Oliveira Salazar va enviar la Legió Viriato, de 12.000 homes, formada per voluntaris portuguesos. Per un altre costat, Portugal es va negar a acceptar refugiats republicans.

#### No ingerència
Un manual socialdemòcrata danès explica la situació, entre altres coses diu:
"En el marc de les mesures de control adoptades pel Comitè Internacional de No-Interferència cap a finals de febrer de 1937, una sèrie d'estats europeus han implantat la prohibició de la participació de voluntaris a la Guerra Civil espanyola."

##### Dinamarca
Recolzant la no-ingerència, el Govern danés no donava suport a la intervenció i tampoc a l'allistament de voluntaris s'allistessin a les Brigades internacionals. Villy Fuglsang i Leo Kari van escriure sobre la seva participació:
" Els que van viatjar a Espanya per participar en la guerra civil sabien que el govern danès no els donava suport. Si sobreviïen a la guerra civil i tornaven a casa, sabien que serien detinguts ja que havien infringit l'acord internacional assolit al Comitè Internacional de No-Interferència i eren la base de la llei que il·legalitzava la participació dels ciutadans danesos. Guerra Civil Espanyola. La llei es va aprovar el febrer de 1937 ".
Uns 500 danesos van participar en les brigades, aproximadament la meitat d'ells van morir, inclòs en Gustaf Munch-Petersen.

##### França
Tement que pogués desencadenar-se una guerra civil a França, el govern d'esquerres del "Front Popular" a França no va enviar suport directe als republicans. El primer ministre francès Léon Blum simpatitzava amb la república, i temia l'èxit de les forces nacionalistes a Espanya tingués com a resultat la creació d'un estat aliat de l'Alemanya nazi i la Itàlia feixista, una aliança que gairebé envoltaria França. Els polítics de dretes es van oposar a qualsevol ajuda i van atacar el govern Blum. El juliol de 1936, els funcionaris britànics van convèncer Blum de no enviar armes als republicans i, el 27 de juliol, el govern francès va declarar que no enviaria ajuda militar, tecnologia o forces per ajudar les forces republicanes. Tot i això, en Blum va deixar clar que França es reservava el dret de prestar ajuda si ho desitjava a la República: "Podríem haver lliurat armes al govern espanyol [els republicans], un govern legítim. .. No ho hem fet, per no donar excusa a aquells que tindrien la temptació d'enviar armes als rebels.”
L'1 d'agost de 1936, una concentració prorepublicana de 20.000 persones va exigir a en Blum que enviés avions a la República espanyola, alhora que els polítics de dretes l'atacaven per donar suport a la República i culpant-lo de provocar la intervenció italiana. L'Alemanya va informar a l'ambaixador francès a Berlín que Alemanya faria responsable de França si recolzava "les maniobres de Moscou" donant suport als republicans. El 21 d'agost de 1936, França va signar l'Acord de no intervenció. No obstant això, el govern de Blum va proporcionar avions als republicans de manera encoberta amb avions bombarders Potez 540 (anomenat "Flying Coffin" pels pilots republicans espanyols), avions Dewoitine i avions de caça Loire 46 enviats des del 7 d'agost de 1936 a desembre d'aquell any a les forces republicanes. França, a través del favor del ministre de l'aire pro-comunista Pierre Cot també va enviar un grup de pilots de caces i enginyers entrenats per ajudar els republicans. També, fins al 8 de setembre de 1936, els avions podien passar lliurement de França a Espanya si es compraven a altres països.
Fins i tot després que el desembre de 1936 s'acabés el suport encobert de França als republicans, es va continuar considerant una possibilitat seriosa durant tota la guerra una intervenció francesa contra els franquistes. La intel·ligència alemanya informà als sollevats que l'exèrcit francès entaulava discussions sobre una possible intervenció militar francesa a Catalunya i les Illes Balears, i el 1938, Franco temia una intervenció francesa immediata mitjançant l'ocupació francesa de Catalunya, les Illes Balears i el Marroc espanyol.

##### Gran Bretanya
El govern conservador de la Gran Bretanya mantingué una posició de neutralitat, recolzat per les elits britàniques i els mitjans de comunicació. Es negà a permetre els enviaments d'armes i envià vaixells de guerra per intentar aturar els enviaments. El Partit Laborista estava dividit, atés que els catòlics eren pro-franquistes. Tot i expressar cert suport als lleialistes, finalment avalà oficialment el boicot i expulsà la facció que reclamava suport a la causa republicana.
Pel seu costat l'esquerra mobilitzà ajuda als republicans, i la majora d'intelectuals també recolzaren la causa republicana. Molts van visitar Espanya, però van tenir poc impacte en el govern i l'opinió pública. Legalment era un delicte oferir-se voluntari per lluitar a Espanya, però uns 4.000 homes hi anaren igualment.

##### Grècia
Grècia va mantenir relacions diplomàtiques formals amb la República, tot i que la dictadura de Metaxas simpatitzava amb els rebels. El país es va unir a la política de no intervenció l'agost de 1936, però des del principi el govern d'Atenes va connivejar la venda d'armes a ambdues parts, si bé la majoria del material anà a la República. El venedor oficial era Pyrkal o Greek Powder and Cartridge Company (GPCC), menada per en Prodromos Bodosakis-Athanasiadis. L'empresa va aprofitar parcialment l'anterior pla Schacht, un contracte de crèdit germano-grec que va permetre les compres gregues a Rheinmetall-Borsig, de manera que alguns productes alemanys van ser posteriorment reexportats a l'Espanya republicana. Tanmateix, GPCC també venia armes pròpies, ja que l'empresa operava diverses fàbriques, i en part gràcies a les vendes espanyoles es va convertir en la companyia més gran de Grècia.
Per part espanyola els acords van ser negociats pel Grigori Rosenberg, fill del conegut diplomàtic soviètic Marcel Rosenberg, i pel Máximo José Kahn Mussabaun, representant espanyol al consolat de Tessalònica. Els enviaments partien generalment del Pireu, romanien camuflats en una illa deserta, i amb banderes canviades es dirigien oficialment als ports de Mèxic.
Les vendes tingueren lloc des de l'agost del 1936 almenys fins al novembre del 1938. Es desconeix el valor total de les vendes gregues. Un autor afirma que només el 1937, els enviaments de GPCC van ascendir a 10,9 milions de dòlars per als republicans i 2,7 milions de dòlars per als rebels, i que a finals de 1937, Bodosakis va signar un altre contracte amb els republicans per 2,1 milions de lliures (uns 10 milions de dòlars), encara que no és clar si la munició contractada va ser lliurada. Les armes venudes incloïen artilleria (per exemple, 30 peces de canons de 155 mm), metralladores (almenys 400), cartutxos (almenys 11 m), bombes (almenys 1.500) i explosius (almenys 38 tones de TNT).

##### Irlanda
El govern irlandès va declarar que era il·legal que els ciutadans irlandesos participin en els combats a Espanya. Tot i això, uns 250 irlandesos es van incorporar a les brigades internacionals. Aquests voluntaris eren una barreja de socialistes, sindicalistes i antics membres de l'IRA, i lluitaren principalment a la Brigada americana Abraham Lincoln. Al voltant d'un terç d'aquests van caure en la lluita. Diversos d'ells es van organitzar al departament de Connolly Column, agafant el nom de James Connolly, assassinat durant l'aixecament de Pasqua de 1916.
Pel seu costat, l'Eoin O'Duffy organitzà uns 700 dels seus partidaris "camises blaves" per lluitar per Franco. Van ser reclutats per lluitar contra el comunisme i el "perill bolxevic". Però en alguns casos es van negar a lluitar, com ara contra els bascos, atès que s'identificaven amb la seva lluita per l'autogovern.

##### Polònia
Les vendes d'armes poloneses a l'Espanya republicana van tenir lloc entre setembre de 1936 i febrer de 1939, i van ser degudes exclusivament per l'interès econòmic. Políticament, Polònia no va donar suport a cap dels bàndols de la Guerra Civil espanyola, tot i que amb el temps el govern de Varsòvia va tendir cada cop més a afavorir els rebels. Atès que Polònia estava obligada per obligacions de no intervenció, els funcionaris governamentals polonesos i els militars van disfressar les vendes com a transaccions comercials mediades per corredors internacionals i dirigides a clients de diversos països, principalment a Amèrica Llatina. Hi ha 54 enviaments de Danzig i Gdynia identificats.
Tot i que també es van lliurar algunes armes modernes, la majoria del material era de segona classe, obsolet, gastat, i amb un sobrepreu d'entre el 20 i el 30%. Les vendes poloneses van ascendir a 40 milions de dòlars i van constituir entre el 5 i el 7% de les despeses militars republicanes totals, tot i que algunes categories d'armes, com les metralladores, podrien haver representat el 50% de totes les armes rebudes.
Després de l'URSS, Polònia va ser el segon proveïdor d'armes per a la República. Després de l'URSS, Itàlia i Alemanya, Polònia era el quart proveïdor d'armes als bàndols en guerra.

##### Romania
Els voluntaris romanesos estaven liderats per Ion Moța, cap adjunt de la Guàrdia de Ferro ("Legió de l'Arcàngel Miquel"), del que l'agrupació Set legionaris arribà a Espanya el desembre de 1936 per recolzar al rebels.

##### Suècia
A les brigades internacionals hi havia uns 500 suecs, la majoria comunistes i sindicalistes. Els voluntaris provenien principalment d'Estocolm i Göteborg. A causa de la unificació política que els comissaris de guerra comunistes van intentar forçar a les brigades, part dels voluntaris suecs desertaren. A Suècia, l'any 1937, en suport dels voluntaris suecs, es va formar l'organització "Frontkämparnas Support Fund". La fundació s'encarregava de recaptar fons en benefici dels soldats del front i dels suecs que tornaven a casa. Juntament amb alemanys voluntaris, voluntaris d'Escandinàvia es van reunir al Batalló Thälmann. La força es va desplegar a les batalles de Jarama així com a Guadalajara en la batalla contra les tropes italianes.

## Evolució de la guerra

Faccions a l'inici de la Guerra Civil espanyola. En blau la zona revoltada i en vermell la zona republicana. El color verd representa les conquestes ràpides de les columnes colpistes contra les milícies republicanes.

La fase inicial de la guerra es va caracteritzar en els dos bàndols en els esforços per definir la zona controlada per cadascú. Entre juliol i novembre de 1936 els límits entre les dues zones no van ser gaire exactes. La lluita va adoptar la forma d'enfrontaments entre agrupacions de forces. El combat entre «columnes» suposava la inexistència d'un front estable i és expressiu de la manca de forces d'uns i dels altres. Aquestes columnes van ser, per un costat, l'herència de la guerra colonial africana i, per l'altre, la forma d'actuar espontània de les milícies del Front Popular.

### Juliol-octubre de 1936: «columnes» contra «milícies». Èxits ràpids de l'exèrcit colonial
Qualsevol esperança d'un final ràpid de la guerra es va perdre el 21 de juliol, quan el bàndol colpista va capturar la principal base naval espanyola a Ferrol, que facilitava l'ajut dels estats feixistes europeus al general Franco. La superioritat inicial de les forces rebels en el terreny militar va ser manifesta: després de passar l'estret de Gibraltar, gràcies a la superioritat aèria aconseguida amb l'ajuda italiana i nazi, i a l'error de concentrar la flota republicana al Cantàbric, el general Franco va poder ajudar de forma immediata a les capitals de província andaluses.

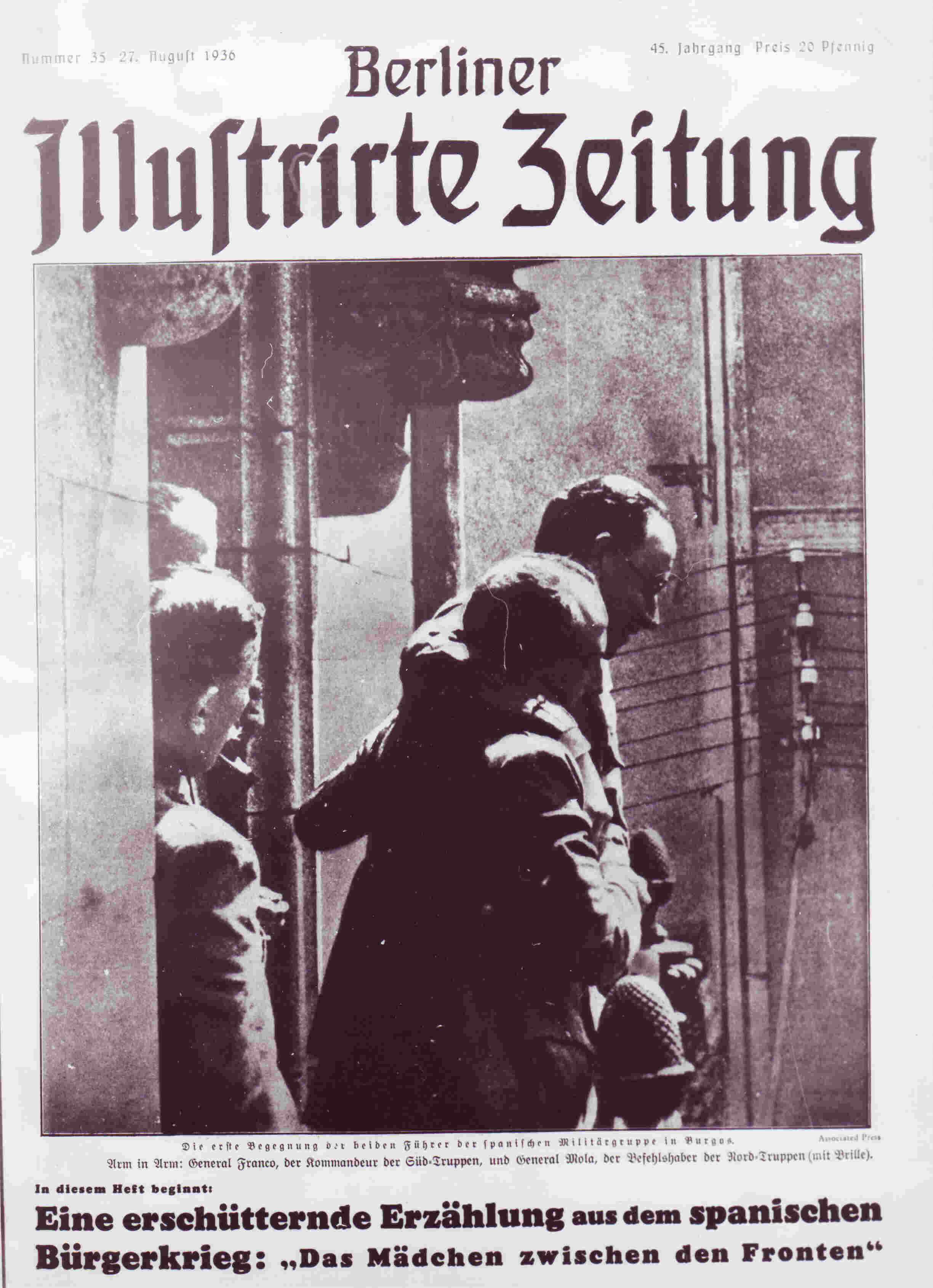
Fotografia de la revista Berliner Illustrirte Zeitung número 35, 27 d'agost de 1936. Al peu de la fotografia esmenta la primera trobada entre els dos cabdills militars espanyols a Burgos. Abraçats, al centre de la imatge hi ha Francisco Franco, comandant de les tropes del Sud, i Emilio Mola, comandant de les tropes del Nord.

Entre el 5 i el 14 d'agost, la columna motoritzada de la Legió i dels regulars moros, a les ordres del tinent coronel Juan Yagüe Blanco, es dirigeixen a Extremadura des d'Andalusia i acaben amb la resistència dispersa. Ocupen Zafra, Almendralejo i Mèrida. Badajoz és defensada per milícies populars i unitats lleials. La batalla és molt violenta i acaba convertint-se en una massacre. La victòria franquista assegurava la unió entre els exèrcits del nord (general Mola) i els del sud (general Franco). Encara avui es discuteix l'amplitud de la carnisseria que es va cometre (de 2.000 a 4.000 executats), que en cap cas tingué un caràcter voluntàriament assassí.
En canvi, els èxits del Front Popular van ser menors i l'avanç de les milícies anarquistes cap a les capitals aragoneses va ser detingut ben aviat.
Una altra expedició dirigida des de Barcelona a les Illes Balears va fracassar. L'expedició catalana, empresa el mes d'agost de 1936, tenia per objectiu la conquesta de les illes perquè, tret de Menorca, totes havien caigut en poder dels militars. L'expedició, comandada pel capità Alberto Bayo, era formada per 8.000 voluntaris, que després d'ocupar Cabrera, Formentera i Eivissa, van desembarcar a Mallorca. Però la indecisió dels primers dies, la manca d'ajut del govern de la República, alguns errors estratègics del capità Bayo, la ràpida resposta dels militars de l'illa i l'ajut feixista italià als insurrectes, van obligar els expedicionaris catalans a reembarcar al començament de setembre. Aquest fet tindrà gran transcendència car Mallorca es convertirà en un immens portaavions des d'on els italians bombardejaran les ciutats catalanes.
La conquesta d'Irun per part de les columnes rebels va aïllar la zona nord de la frontera francesa. Al sud, l'ofensiva apunta cap a Madrid. Les forces revoltades aconsegueixen una victòria el 27 de setembre acabant amb el setge a l'Alcàsser de Toledo on una guarnició d'uns 800 guàrdies civils, oficials, falangistes, familiars de guàrdies i ostatges, a les ordres del coronel Moscardó, havien aguantat tancades dins la fortalesa inexpugnable durant 70 dies, mentre els assaltants esperaven la seva rendició per esgotament. La dificultat de prendre l'Alcàsser va significar una operació de prestigi. L'1 d'octubre de 1936, dos dies després de trencar el setge, Franco es va proclamar «cap d'Estat» −deixant enrere la junta militar col·legiada, l'anomenada Junta de Defensa Nacional− i va unificar per la força els falangistes, els carlins i els monàrquics.
El 30 de setembre, Largo Caballero decretà la militarització de les milícies, que s'integraren en l'Exèrcit Popular de la República.

### Octubre i novembre de 1936: el miracle de Madrid
El mes d'octubre, el general Franco inicia l'assalt a Madrid des de Toledo, a 70 km. Les forces colonials compten amb vuit columnes, combinant l'acció amb la cavalleria de Mola i carros de combat alemanys. Madrid, plena de refugiats que plantegen un problema logístic d'abastament alimentari, és bombardejat durament i regularment mentre les milícies, sense experiència s'estructuren sota el comandament dels generals Miaja i Rojo. Les tropes franquistes arriben a Móstoles, Leganés i Getafe el 4 de novembre. En aquest context de tensió es van produir les matances de Paracuellos en les quals milers de militars, falangistes, militants de dretes i religiosos són assassinats. La ciutat és assaltada pel sud i per l'oest. El 6 de novembre el govern va fugir fora de la zona de combat, a València. L'atac dels colpistes contra la capital va ser rebutjat en una ferotge batalla entre els dies 8 i 23 de novembre gràcies a la resistència de xoc de les milícies i els sindicats, l'arribada de 3.000 membres de les Brigades Internacionals, els primers avions «Mosques» soviètics, i el suport de tanquistes experimentats. Madrid es convertia en el símbol mundial de la lluita contra el feixisme. El 23 de novembre Franco renuncia a la conquesta ràpida de Madrid i decideix allargar la guerra guanyant-la per esgotament del bàndol republicà.
El 18 de novembre, el Tercer Reich i el Regne d'Itàlia van reconèixer oficialment el règim de Franco, i el 23 de desembre, van arribar a Cadis els primers "voluntaris" italians per lluitar al costat dels franquistes.
Al principi de 1937 el general Franco podia disposar de mig milió d'homes, potser el doble dels que podien disposar els republicans.

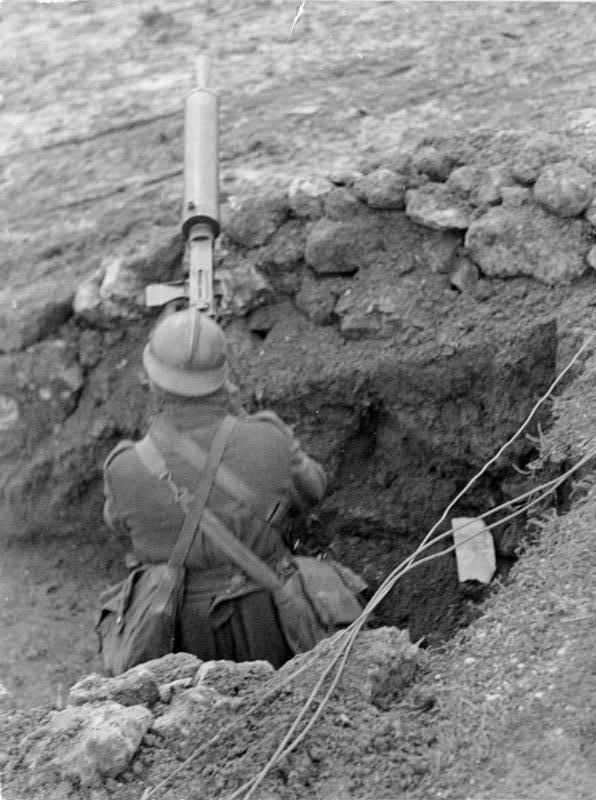
Fotografia d'un niu de metralladores a la carretera, batalla per Madrid. Foto de H.G. von Studnitz dels arxius del govern federal alemany. Sota el títol "Espanya, batalla al voltant de Guadalajara" es descriu la batalla de Guadalajara, quan a inicis de març va iniciar-se la gran ofensiva de les tropes franquistes al voltant de la carretera Madrid-Saragossa (carretera d'Aragó). Les lluites extraordinàriament dures van agafar una evolució canviant; la fortuna de la guerra que, inicialment, s'inclinava del costat dels revoltats es va dirigir més tard a l'exèrcit republicà. El fred, la tempesta de calamarsa, el terra remollit i els vents forts van demostrar-se sovint com a adversaris pitjors que el foc hostil. Els soldats de les primeres dues divisions voluntàries van ser durant cinc dies en el fang i la brutícia, sense menjar calent. Per primera vegada en la Guerra Civil espanyola s'introduïen unitats motoritzades.

### Gener-març de 1937: Madrid continua sent l'objectiu
Madrid segueix sent l'objectiu franquista. Franco va ordenar bombardejar Madrid des de l'aire i va organitzar tres grans ofensives consecutives per encerclar Madrid: la primera, el mes de gener de 1937, la batalla de la carretera de la Corunya va ser molt costosa en vides humanes i va estabilitzar el front; la batalla del Jarama, el gener i febrer de 1937, no va ser decisiva; i la batalla de Guadalajara, al març, va acabar amb una desbandada del «Corpo Truppe Volontarie», el cos de voluntaris feixistes italians.
Màlaga havia quedat des de juliol en territori republicà, però dominada per les serres andaluses que posseïen les tropes de Queipo. Una operació combinada d'aquestes tropes amb la columna italiana del general Mario Roatta va prendre la ciutat de Màlaga (entre el 3 i el 10 de febrer). La caiguda de la ciutat va afectar durament el camp republicà i l'Aeroport de Màlaga passa a ser Base Aèria de l'Aviació Nacional i es crea l'Escola d'Especialistes de l'Aviació Nacional a fi de capacitar especialistes (mecànics, radiotelegrafistes, armers, etc.).

### Abril a octubre de 1937: Caiguda del País Basc i Astúries
La renúncia momentània a la conquesta de Madrid va significar que els generals rebels viressin cap al nord. Els dos elements de resistència tenien un valor simbòlic: Astúries com nucli revolucionari, i el País Basc per la seva afirmació nacional. Militarment, es van emprendre l'atac per l'est, i es va confiar als carlins, amb l'ajut d'una divisió italiana i la Legió Còndor aèria. La novetat va ser la preparació de les operacions mitjançant bombardejos aeris massius; dues petites ciutats, Durango i Guernica al País Basc, van ser destruïdes. El 26 d'abril els avions alemanys bombardegen Guernica. Va ser la primera ciutat europea destruïda per aviació militar; dos dies més tard, les tropes de Franco entren a la ciutat. Bilbao cau el 19 de juny.
Després vingué Santander que va resultar un passeig militar amb el suport de les mòbils tropes italianes que, pràcticament, no van trobar resistència organitzada. Poc després de la caiguda de Santander, el Consell Sobirà d'Astúries i Lleó va declarar la independència el 24 d'agost de 1937. En canvi la fi d'Astúries va ser dramàtica car els elements més decidits de la resistència es van trobar envoltats en un petit territori privat de reforços de material. A partir del 10 d'octubre la situació és desesperada. Gijón és ocupada el 21 d'octubre. Cap a la fi del mes ja no existeix el front del nord. La zona rebel guanyava una rica zona minera i industrial.
El govern republicà, per evitar la caiguda del front nord, va contraatacar per atraure les tropes franquistes en un altre front. Durant l'estiu de 1937 el Front Popular va llançar tres ofensives per distreure a les tropes de Franco: el juny van fer un moviment per recobrar Segòvia, obligant a Franco a traslladar tropes fora del front de Madrid; el juliol el govern republicà llançava una forta contraofensiva a l'àrea de Madrid, als voltants de la població de Brunete, que els franquistes van refusar amb dificultat i a l'agost la batalla de Belchite engegada pels republicans per conquerir Saragossa no va tenir èxit i tampoc va aconseguir aturar l'atac contra Astúries. Franco, en canvi, demostrava una major capacitat logística per traslladar les seves tropes d'un front a un altre.
Mentrestant, el general Mola, el segon en el comandament després d'en Franco, moria el 3 de juny en un suposat accident d'aviació; el 28 d'agost, el Vaticà reconeixia Franco (possiblement sota pressió de Mussolini), i a les acaballes de novembre, amb els revoltats que s'acostaven a València, el govern es va tornar a desplaçar, ara a Barcelona.

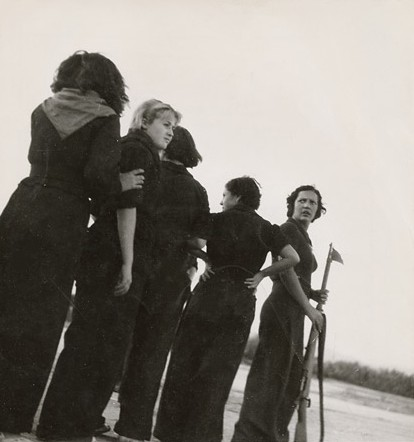
Entrenament de milicianes l'any 1936. Fotografia de Gerda Taro. Durant la guerra civil aquesta imatge va ser molt habitual.
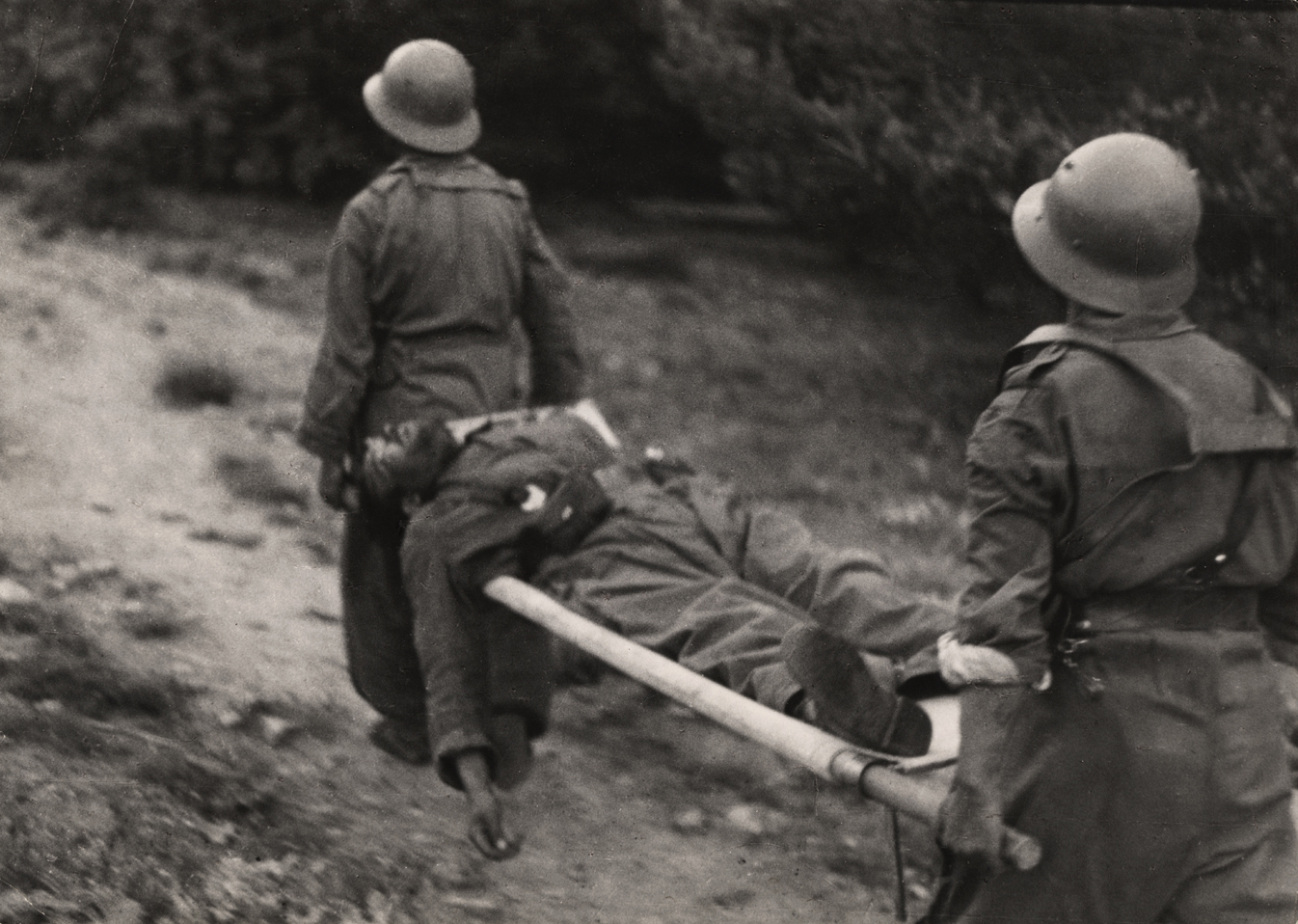
Soldats republicans a Navacerrada, any 1937. Fotografia de Gerda Taro.
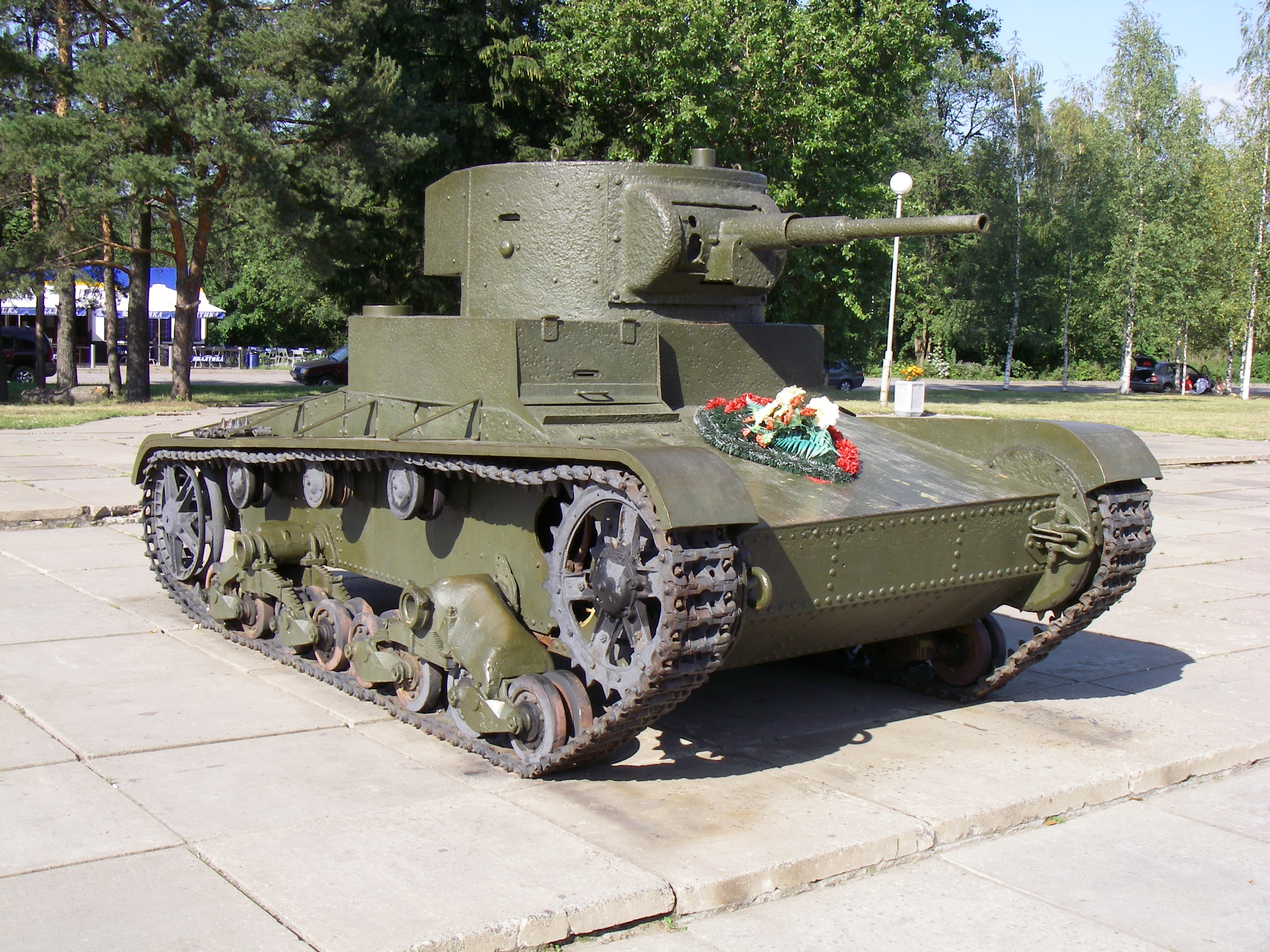
Tanc del Front Popular T-26.
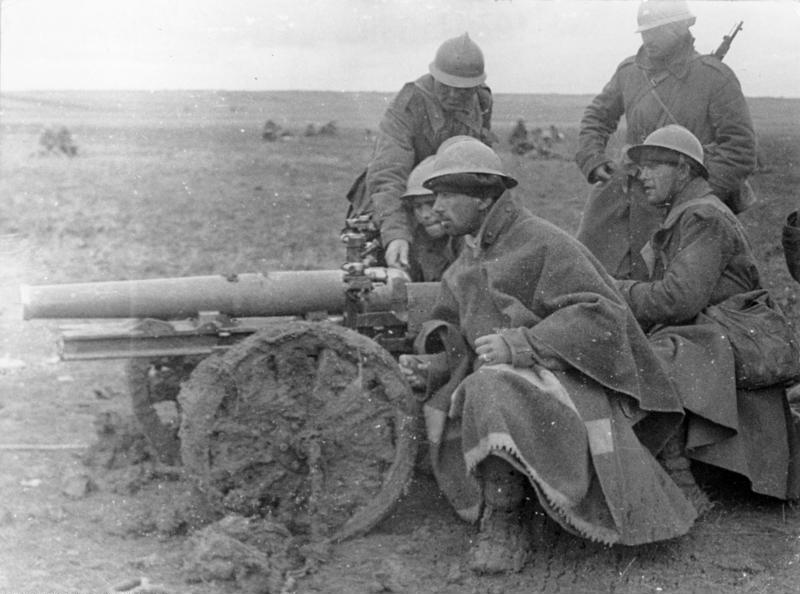
Soldats italians durant la Batalla de Guadalajara. 1937. Fotografia dels arxius del govern alemany.
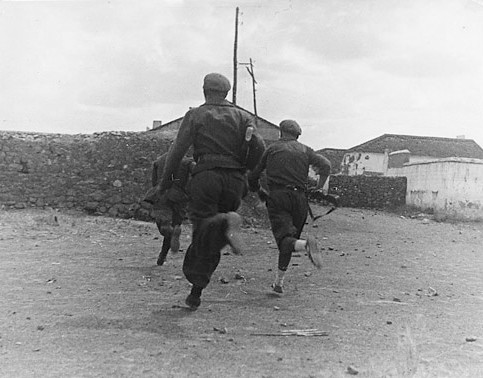
Soldats republicans el juny de 1937. Fotografia de Gerda Taro.
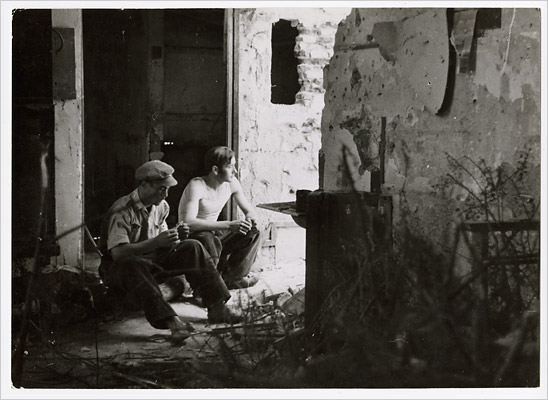
Dinamiters republicans fotografiats per Gerda Taro (1936), qui va venir amb Robert Capa a cobrir la informació gràfica de la Guerra Civil.
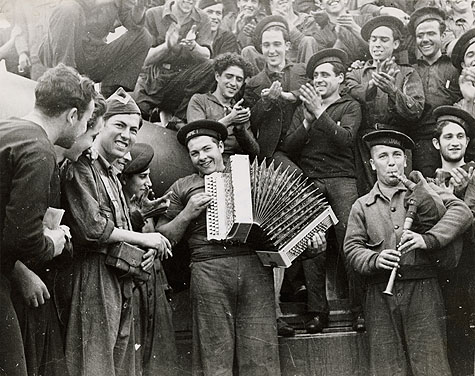
Mariners al vaixell Jaime I, Almeria, 1937 (per Gerda Taro).
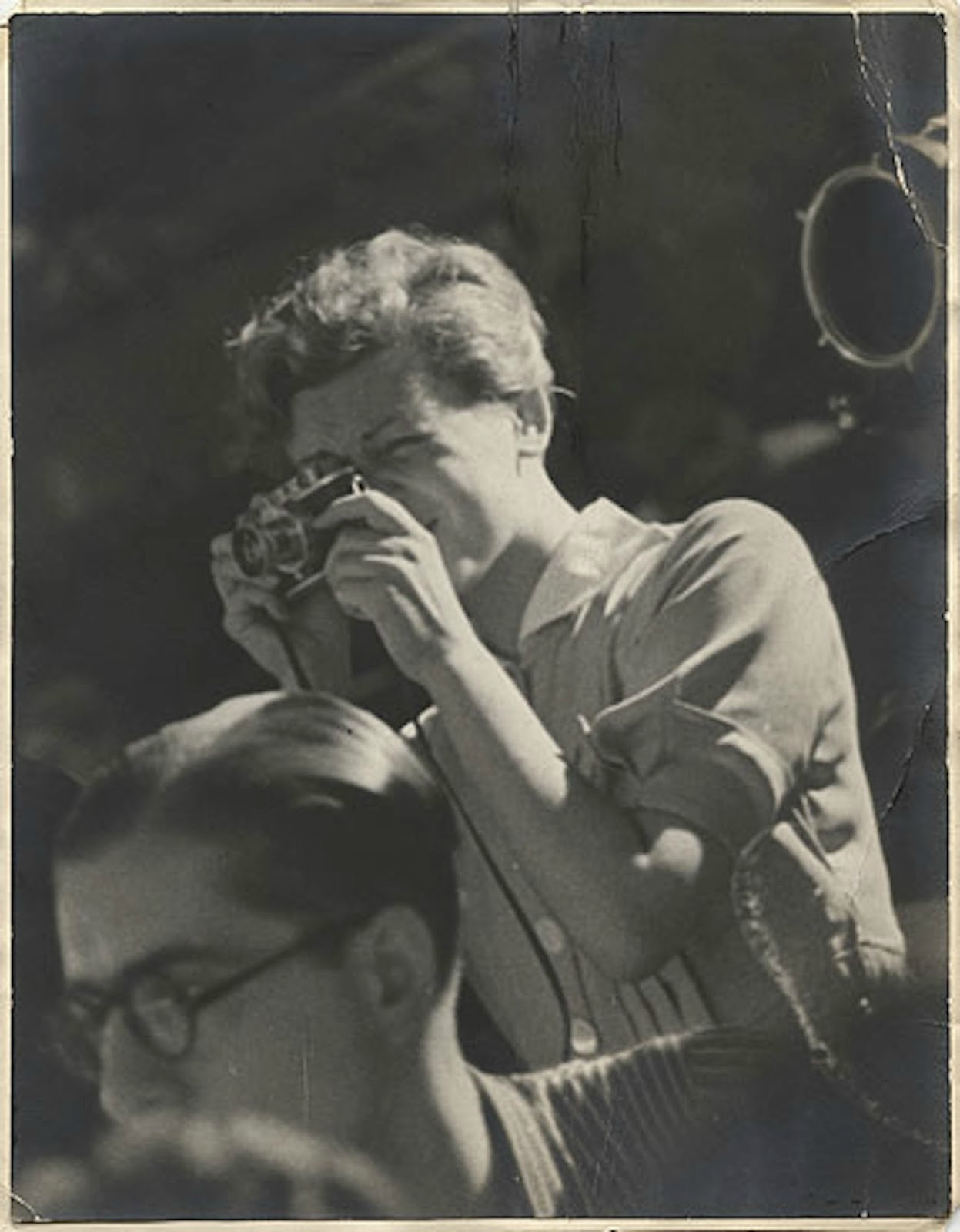
Gerda Taro, fotografia anònima.

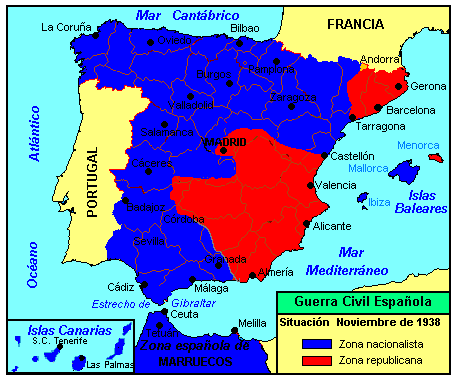
En blau la zona rebel i en vermell la zona republicana, novembre del 1938. Les victòries de les columnes franquistes sobre Aragó i Castelló van significar la partició de la República en dues zones aïllades.

### 1938. Ofensives i contraofensives... fins a la batalla de l'Ebre
En el context de la caiguda d'Astúries i quan s'anunciava una ofensiva franquista generalitzada sobre Guadalajara i Madrid, la República, per primer cop, es va avançar duent a terme la seva pròpia ofensiva contra Terol. La batalla de Terol va ser iniciada el dia 15 de desembre de 1937 i va agafar per sorpresa els defensors. El dia 21 eren derrotades les defenses exteriors, i l'endemà era presa pels republicans, a desgrat que el coronel rei d'Harcourt, que comandava la «plaça», no es va rendir fins al dia 8 de gener de 1938. Immediatament, el general Franco decideix iniciar una contraofensiva de desgast amb una superioritat de material manifesta, que només es va aturar a causa de les fortes nevades caigudes sobre Terol la nit de cap d'any i de les temperatures extremes, que van arribar als 18 °C sota zero. Represa la contraofensiva a mitjans de gener de 1938, i sotmeses les tropes republicanes a intensos bombardejos aeris i d'artilleria, els colpistes recuperaven la ciutat definitivament el 22 de febrer.
La batalla de Terol va deixar exhaust l'exèrcit republicà, mentre que Franco planteja una ofensiva al llarg de tot el front d'Aragó per poder arribar a la mar Mediterrània i dividir en dos les zones controlades pel govern republicà. Amb aquesta fita va concentrar bona part de les seves tropes -uns 100.000 homes, prop d'un miler d'avions, 200 tancs i 150 peces d'artilleria- i el dia 9 de març iniciava l'atac generalitzat en tota la línia de front. L'efecte va ser fulminat: el 3 d'abril les tropes rebels van ocupar la ciutat de Lleida i Gandesa. Al cop de pocs dies conquerien Balaguer, Tremp i Camarasa, ocupaven les centrals hidràuliques del Pirineu, i pel sud arribaven a la Mediterrània on ocupaven 60 quilòmetres de costa. L'ofensiva havia situat el front de guerra en els rius Segre i Ebre, havia deixat Catalunya aïllada de les zones sota control republicà i va permetre que Franco, el 5 d'abril de 1938, adoptés la seva primera acció simbòlica: publicar el decret pel qual es derogava l'Estatut d'Autonomia. A mitjan abril, Amposta va ser conquerida, mentre que el bloqueig marítim dels italians i els bombardejos sovintejaven. La rereguarda catalana va conèixer freqüents bombardejos de l'aviació italiana, com per exemple, el que va sofrir Barcelona, entre els dies 16 i 18 de març, que va causar un miler de morts, o el de Granollers, del dia 31 de maig que va ocasionar més de dos-cents morts.
| Els bombardejos a la rereguarda republicana. Granollers, un cas paradigmàtic. | Els bombardejos a la rereguarda republicana. Granollers, un cas paradigmàtic. |
| --- | --- |
| Savoia-Marchetti SM.79 | La destrucció de Granollers |
| Un grup de Savoia-Marchetti SM.79 volant en formació. Els cinc Savoia S-79 que van atacar Granollers havien sortit a les vuit del matí de l'aeroport de Son Sant Joan, a Mallorca. A l'illa, l'aviació feixista italiana hi havia concentrat entre trenta-vuit i quaranta-cinc avions, bàsicament bombarders Savoia S-79 i S-81, a més de caces Fiat CR-32. . | Aquesta fotografia de Winifred Bates mostra la destrucció de la ciutat de Granollers després de l'atac per l'aviació italiana (inicialment es va atribuir l'atac a la Legió Còndor, les forces aèries alemanyes, per la brutalitat del bombardeig), el 31 de maig de 1938. Les bombes van caure damunt dels carrers i places del centre de Granollers. Seixanta bombes que van matar un mínim de 224 persones, la majoria de les quals eren dones, 124, i nens, 33. Centenars de granollerins van caure ferits. La capital vallesana no tenia defenses antiaèries i l'alarma de bombardeig no havia sonat. Aquestes dues circumstàncies, afegides al fet que Granollers no havia patit mai cap bombardeig expliquen el fet que les bombes italianes agafessin tothom desprevingut. . |

La primavera de 1938 la situació al bàndol republicà és de desmoralització per causa dels desastres militars, pels problemes de subsistència i per la reproducció dels conflictes polítics interns. En aquest context el doctor Negrín dona a conèixer els seus «tretze punts» per la victòria, i els comunistes insisteixen en la consigna de resistir. Mentre el president Azaña parla de «pau, pietat, perdó».
En aquest clima de tensions, el govern republicà va decidir llançar una ofensiva a l'Ebre per aturar l'avanç franquista cap a València, guanyar temps per reorganitzar l'exèrcit i reconnectar el seu territori. El general Rojo havia de ser l'estrateg de l'exèrcit republicà i, el dia 25 de juliol, sis divisions de l'exèrcit de l'Ebre creuen el riu per dotze punts diferents en el sector comprès entre Xerta i Faió, i agafaven per sorpresa l'enemic. Durant quatre mesos la batalla de l'Ebre es va plantejar com una batalla de desgast, amb combats front a front i bombardejos constants. El 5 de novembre Tarragona fou bombardejada per l'aviació del bàndol colpista i finalment la superioritat artillera i aèria franquista va obligar l'exèrcit republicà a replegar-se i a creuar de bell nou el riu, el 16 de novembre de 1938. Acabava la batalla que sentenciaria la Guerra Civil, amb almenys 90.000 baixes, 60.000 en el bàndol republicà i 30.000 en el franquista.
Internacionalment, l'apaivagament francobritànic davant Hitler, amb l'acord de Múnic que concedia Txecoslovàquia als nazis, de retruc destruïa els darrers vestigis d'esperança d'una aliança antifeixista amb les grans potències. La retirada de l'Ebre va determinar el resultat final de la guerra, ja que, vuit dies abans de l'any nou, el general Franco va llançar forces massives per conquerir Catalunya.

### 1939. Enfonsament de Catalunya i marxa cap a la capitulació
La derrota en la batalla de l'Ebre va deixar exhausta la rereguarda catalana. Catalunya havia perdut la capacitat de resistència car els avanços dels exèrcits franquistes van incrementar el nombre de refugiats (superaven gairebé el milió, la quarta part de la població catalana), i aquesta superpoblació agreujava encara més els problemes de subsistència, que van esdevenir irresolubles. La gana es va convertir en la preocupació cabdal dels catalans. A més, la producció industrial, des de l'ocupació franquista de les centrals hidràuliques del Pirineu, havia caigut en picat i, des de 1938, els bombardejos franquistes sobre la població civil, l'arribada del front de guerra al país i la mobilització general (les famoses quintes del biberó) havien militaritzat la societat fins a l'extenuació.
En aquest context, les tropes franquistes tenien el camí gairebé lliure per iniciar l'ocupació militar de Catalunya. El 23 de desembre del 1938 va cedir el front del Segre, el 15 de gener del 1939 queia Tarragona, el 26 de gener Barcelona va ser ocupada sense resistència per les tropes del general Yagüe, i Girona ho va fer el 4 de febrer. El dia 10 les tropes franquistes arribaven a la frontera francesa. Mig milió de persones havien creuat la frontera francesa vers l'exili, concentrats en els camps d'on una bona part ja no tornaria mai més en sentit invers.

### 1939. Enfonsament de Madrid i marxa cap a la capitulació
La República només disposava ja de la zona central i veia com els problemes polítics s'agreujaven. El 28 de febrer el president de la República, Azaña, dimiteix. El dia abans, el 27 de febrer, els governs del Regne Unit i França havien reconegut el règim de Franco. La guerra civil va concloure amb un aixecament militar paral·lel a Madrid i a Cartagena, una nova guerra civil interna en el bàndol del Front Popular que va enfrontar als comunistes amb la resta dels que combatien per la causa republicana. El mes de març el coronel Casado, amb la col·laboració de sectors socialistes i anarquistes, destituïa el govern, creava un Consejo Nacional de Defensa i s'enfrontava militarment contra tropes comunistes. Durant la segona quinzena del mes de març el coronel Casado i el socialista Julián Besteiro van iniciar converses per negociar la fi de la guerra amb el general Franco. Aquest va exigir la rendició sense condicions.
El 28 de març Madrid es rendeix sense disparar ni un sol tret. Dies després ho fan València, Alacant, Múrcia i Almeria sense resistència. L'acabament de la guerra es proclamava el dia 1 d'abril, quan tot el territori espanyol ha estat ocupat per les tropes franquistes.

## Situació interna de republicans i revoltats
La situació interna de cada bàndol va ser molt diferent. A la zona republicana es van viure situacions molt difícils a causa de les divisions que van sorgir entre els diferents partits polítics i forces sindicals i, a més, perquè en molts indrets es van simultaniejar l'esforç militar i la revolució social. La dispersió i les diferències d'interessos afebliren en gran manera la capacitat de la República. L'ajut a la República de l'URSS no va ser tan efectiu com el dels feixistes italians i alemanys al bàndol colpista. La zona franquista, en canvi, va tenir un control militar molt centralitzat de la guerra i una unitat política que, amb el suport de l'Alemanya nazi i la Itàlia feixista, la van fer més efectiva.

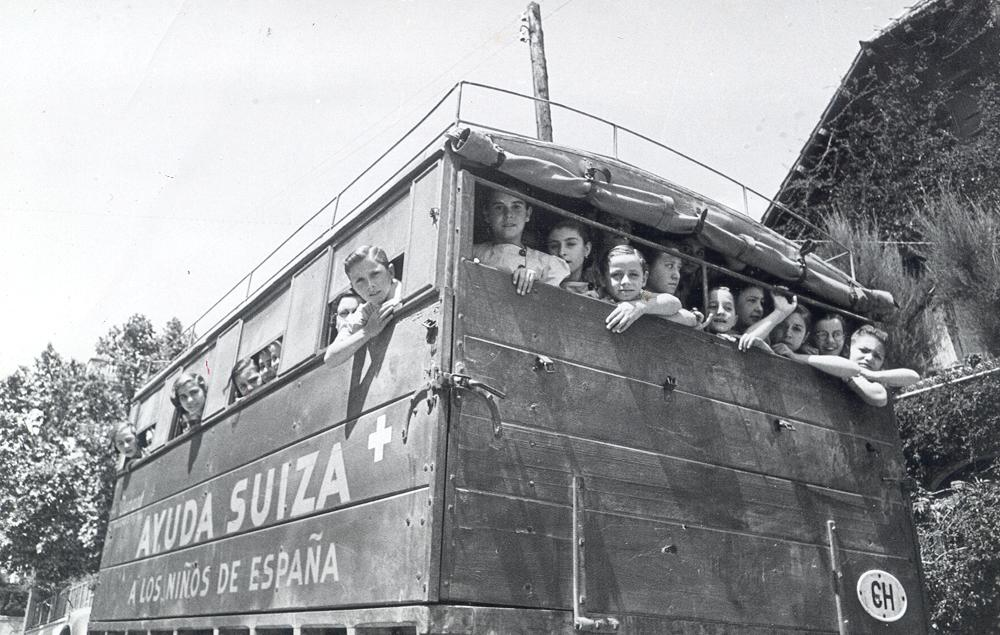
Evacuació d'infants pel servei civil internacional, any 1937. Fotografia del fons del SCI d'autor desconegut. El govern republicà va enviar els infants evacuats a Gran Bretanya, Bèlgica, la Unió Soviètica i a altres països europeus. Alguns foren retornats a les seves famílies després de la guerra, però els que s'enviaren a la Unió Soviètica amb famílies comunistes, van viure en la seva pell la Segona Guerra Mundial i el règim soviètic.

### Dos exèrcits

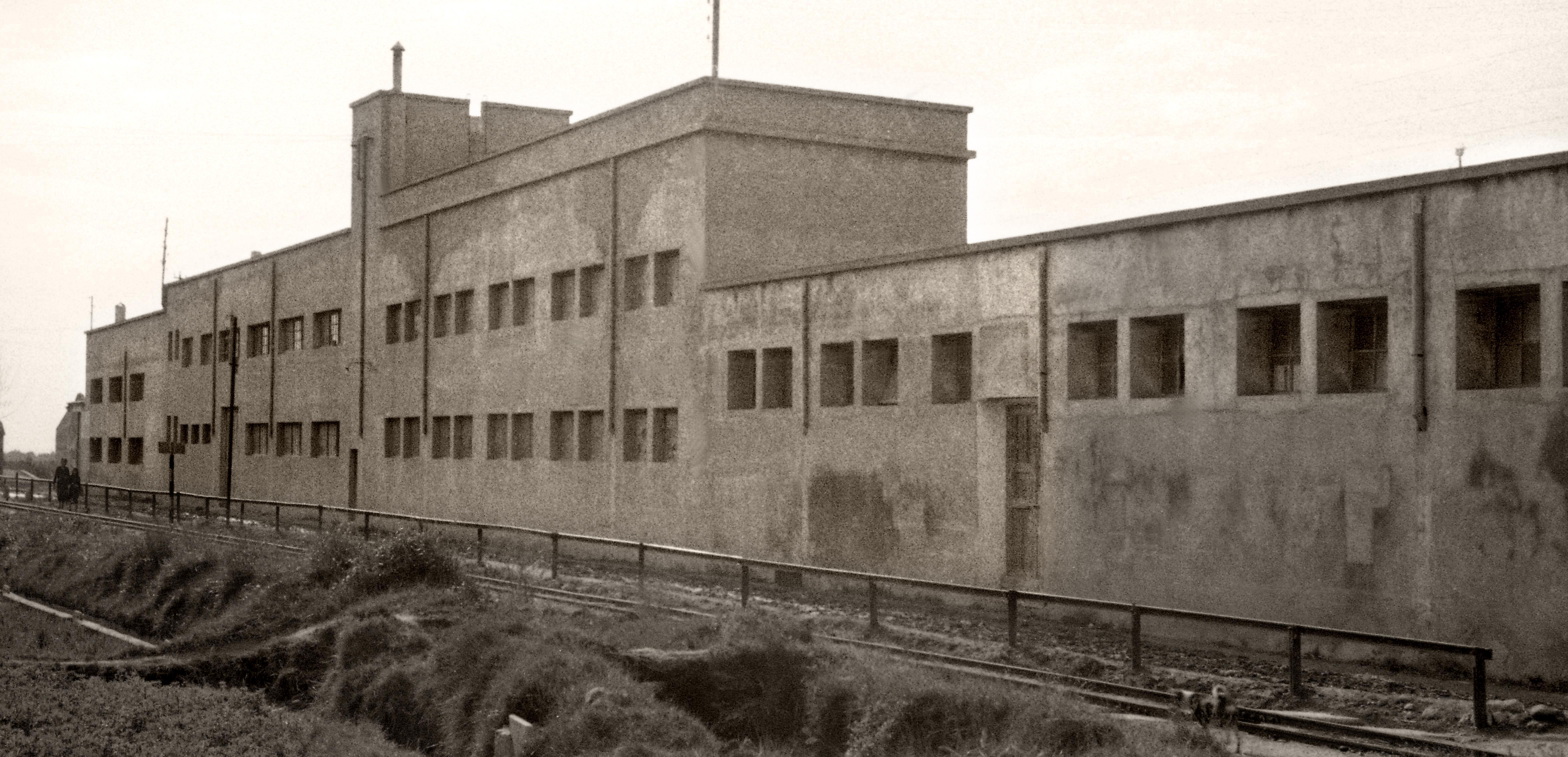
Fàbrica d'armes d'Alginet (Ribera Alta). Al principi de la guerra es va projectar al País Valencià la creació de fàbriques d'armes. Aquesta fàbrica, que aprofitava l'estructura d'un antic magatzem, es dedicà a produir especialment pistoles del nou llarg, amb galtes de nacre i l'anagrama RE.

En el bàndol republicà, inicialment, les forces militars van estar formades per milícies confederals i anarquistes, d'eficàcia militar escassa. Des del començament de la guerra i fins al 4 de setembre no van aconseguir formar un govern de concentració, en el qual la majoria de partits (republicans, socialistes, comunistes i anarquistes) van intentar reconstruir l'Estat i recuperar el control dels organismes de govern. Van organitzar milícies per oposar-se als militars insurrectes, van procurar l'abastament i els transports i van mantenir un ordre públic molt inestable. Però no hi havia unitat d'acció; els uns (republicans, socialistes moderats i comunistes) creien en la necessitat d'organitzar un Estat fort que guanyés la guerra; els altres (anarquistes i socialistes més radicals) pensaven que s'havia de dur a terme la revolució que portaria el poble a la victòria. Al mes d'octubre de 1936 es va anant configurant l'Exèrcit Popular de la República, fruit de la conversió de les antigues milícies en unitats regulars. L'organització militar adoptada va ser la brigada mixta caracteritzada per ser un exèrcit en miniatura i, per tant, més avançat des del punt de vista tàctic que l'antiga divisió en regiments i batallons. Però aquesta militarització d'unitats no es va produir en tot el territori republicà: Catalunya va organitzar un exèrcit pel seu compte i la «columna de hierro» anarquista de Terol es va negar a acceptar-la; a la zona cantàbrica controlada pels republicans no va arribar a produir-se de forma completa ni en els moments més difícils. El nou exèrcit va mostrar-se fort a la defensiva, però va fracassar quan va tractar de realitzar maniobres importants. I és que el més greu que va patir l'exèrcit del bàndol republicà va ser la manca de comandaments vàlids en els nivells mitjà i inferior. L'Armada o l'Artilleria, per exemple, van ser poc eficients per la manca d'oficials.
En el bàndol franquista la constitució de l'Exèrcit Nacional va trobar poques dificultats perquè els generals exercien el comandament polític suprem. Sempre es va disposar d'una capacitat de maniobra professional i la militarització de milícies –falangistes o carlistes- va tenir un paper menys important. Pel que fa als comandaments, van crear els alferes i sergents provisionals, en nombre d'uns vint-i-tres mil i vint mil respectivament que ensinistrats per instructors alemanys, van enquadrar les noves unitats. Franco va comptar amb unitats d'elit amb capacitat per actuar en els moments decisius en punts determinats. En conseqüència, el general Franco no va guanyar per emprar una estratègia innovadora, sinó per organitzar de forma més tenaç i ordenada els seus recursos. I aquest fet va ser suficient car la guerra, en realitat, no va suposar grans innovacions tècniques sinó que va ser disputada amb mitjans escassos i obsolets.

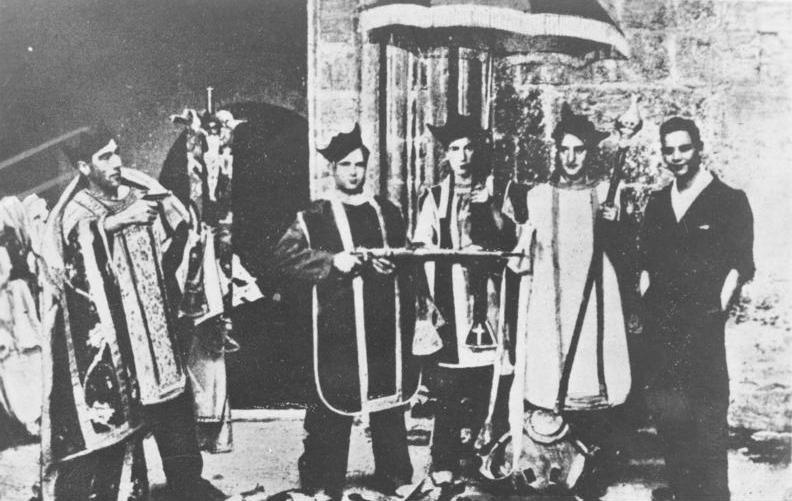
Fotografia de l'arxiu del govern federal alemany i amb la descripció "Manifestació antireligiosa a Madrid durant la guerra civil 1936-39". Com a conseqüència de la revolució iniciada el mes de juliol de 1936 moltes esglésies van ser profanades i incendiades. Als incendis van seguir ben aviat les matances de sacerdots, religiosos i laics significats, i de moltes persones considerades de dretes. A tot arreu on la revolta militar va fracassar, es van produir una reacció popular que va desbordar les autoritats. Amb aquestes matances produïdes al principi de la guerra, aquells assassins van servir en safata als militars revoltats el títol de cruzada i van poder presentar-se davant l'opinió estatal i internacional com els seus salvadors. Una qüestió diferent és la motivació que animava aquesta persecució: l'Església espanyola, durant la Segona República, s'havia identificat amb les dretes, amb consignes electorals partidistes per part dels bisbes

### La repressió de l'enemic a les rereguardes
La Guerra Civil espanyola va comportar també la voluntat d'exterminar l'enemic. En el bàndol republicà van ser assassinats capellans, empresaris, militars sospitosos de feixistes i polítics conservadors. A la zona franquista es va exterminar polítics adversaris, membres de la francmaçoneria, professors d'universitat i mestres. La diferència entre una i altra consisteix en el fet que la primera va ser més espontània al principi, i la segona més sistemàtica i va continuar en finalitzar la guerra civil, podent-se qualificar com a biopolítica vista en conjunt. Bona part de les autoritats republicanes –i de la Generalitat de Catalunya- van tractar d'evitar els assassinats indiscriminats, i també ho van fer alguns en el bàndol franquista, tot i que alguns treballs indiquen la possible existència de directrius de depuració racial. Segons Vallejo-Nájera i altres propers o de l'estat major franquista, com Gonzalo de Aguilera, la guerra era un element de depuració social i racial. Vist així, el conflicte adquireix un paper afegit en emprar-se com a eina per a eliminar desafectes, i possiblement per això a les regions conquerides fàcilment, com ara part d'Andalusia, la repressió immediata és ferotge.
Una de les conseqüències de la repressió va ser l'adopció per l'Església catòlica d'una postura netament favorable als colpistes car a la zona republicana va desaparèixer el culte religiós i els incendis als temples van esdevenir un fet quotidià. El nombre de membres del clergat assassinats s'apropa als set mil. Aquest fet va ser greu per al Front Popular perquè la immensa majoria de l'Espanya catòlica va alinear-se contra la República i va concebre la Guerra Civil com una «croada» o guerra religiosa. Només els catòlics bascos i una part dels catalans van optar per la República. A més, va afectar negativament la imatge de la República a l'exterior. La Carta colectiva de los obispos españoles a los obispos de todo el mundo con motivo de la guerra en España del 1r de juliol de 1937 signada per quasi tots els bisbes espanyols –amb només dues excepcions– justificava el cop d'estat militar davant els estrangers.

### L'evolució econòmica en cada bàndol

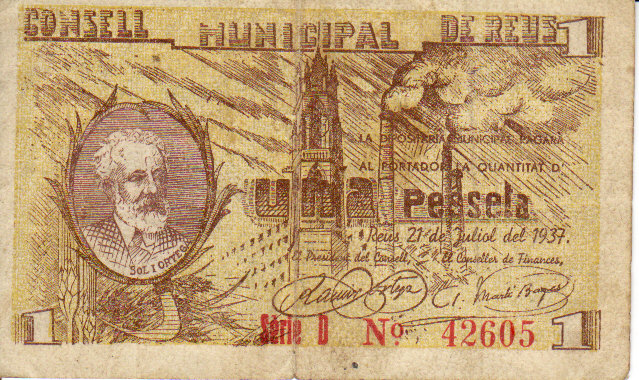
La manca de moneda fraccionària durant la Guerra Civil va portar molts ajuntaments a emetre moneda local. En la fotografia bitllets fraccionaris del consell municipal de la ciutat de Reus.

El finançament de la guerra, en el cas de la República, es va fer liquidant les reserves d'or i, en cas franquista, mercès a préstecs, però també cal tenir en compte la diferència entre les respectives produccions i situacions alimentàries. El Front Popular es va veure greument afectat per l'aposta revolucionària, les dificultats comercials i per comptar amb la majoria de la població rural. La debilitat del govern i la intervenció dels anarcosindicalistes va provocar una autèntica revolució social. El decret de col·lectivitzacions, fidel reflex de la conjuntura catalana, va fixar les bases d'una socialització de l'economia per la qual els treballadors participaven directament de la gestió de les seves empreses. Però l'altra experiència revolucionària -i que domina territorialment- va ser una extensa col·lectivització de la producció agrària; el cas més clar va ser dirigit pel Consell Regional de Defensa d'Aragó.
La collita de blat de 1937 disponible a la zona republicana s'havia reduït en un 40% de la xifra normal i la cabanya ramadera va passar a ser d'un terç o bé la meitat. La producció industrial es va mantenir en els dos terços de la metal·lúrgica a Barcelona (i el 15% a Bilbao), però només una cinquena part del total en el tèxtil. A l'Espanya franquista la situació alimentària va ser molt millor perquè comptava amb les zones productores de blat i no s'havien produït destruccions massives quan van ocupar les indústries.

### L'evolució política de les dues Espanyes
A la zona republicana, les divergències entre els membres del Front Popular van estar marcats per la revolució social i la normalització de l'exèrcit. Els comunistes del PCE i PSUC van insistir en els problemes militars per aconseguir la victòria, deixant a segon terme les qüestions revolucionàries, més pròpies dels anarquistes. Els anarquistes i el Partit Obrer d'Unificació Marxista (POUM), ans al contrari, van decidir que l'esclat de la guerra havien creat les condicions objectives per a la revolució social. Per la seva banda, els socialistes, dividits i enfrontats entre ells, no van poder fer un programa propi. Els partits burgesos es van inclinar per la posició comunista. A la fi, els anarquistes van acabar participant del govern, primer a Catalunya i després a la República espanyola, i els comunistes van aconseguir, lentament, imposar les seves posicions malgrat que el seu triomf no va ser complet ni a les acaballes de la guerra.
El mes de setembre de 1936, quan la situació militar era difícil, Azaña va anomenar cap de Govern al socialista Francisco Largo Caballero. Dos mesos després els anarquistes participaven del govern. El nou cap de govern va imposar la militarització i es va negar a la unificació del PSOE i el partit comunista. Els fets de maig del 1937 a Barcelona entre la Generalitat i els anarquistes va degenerar en una lluita confusa pel poder. Van provocar més de quatre-cents morts i la caiguda de Largo Caballero.
Va ser succeït pel catedràtic en medecina Juan Negrín, socialista del grup d'Indalecio Prieto. El govern Negrín va condensar el seu programa de guerra en els «tretze punts» amb la fita de guanyar la guerra. No va aconseguir la unió de tots els republicans -de fet va ser molt criticat pels mateixos socialistes- i només concitar el suport dels comunistes que van obtenir quotes de poder molt importants. A les acaballes de la guerra els comunistes controlaven la major part dels comandaments militars, les direccions generals de Seguretat i «Carabineros».
A l'altra zona, malgrat les divergències, es va assolir de manera ràpida la unitat efectiva sense vessament de sang. El sentiment catòlic i antirevolucionari va constituir un element aglutinador. Inicialment els insurrectes van organitzar una Junta de Defensa Nacional presidida pel general més antic, Cabanellas, tanmateix els generals actuaven com a petits virreis en el seu territori. Davant la necessitat d'unificar el comandament, al final del setembre es van reunir a l'aeròdrom de Salamanca per proclamar al general Franco «cap del govern de l'Estat»; fórmula inicialment confusa però que aviat es va convertir en un veritable comandament del govern. A més la guerra el va convertir amb «cabdill», és a dir, el líder sense discussió possible. El mes d'abril de 1937 es va donar sortida a les disputes entre monàrquics alfonsins, carlins i falangistes: el Decret d'Unificació va suposar un partit únic per als carlins i falangistes. Per altra banda, els partits polítics que havien tingut una presència destacada durant la Segona República –com la CEDA- pràcticament havien desaparegut. El mes de gener de l'any 1938, amb la benedicció de l'Església catòlica, es va formar el primer govern de Franco; govern de composició heterogènia a causa de la pluralitat de components del bàndol insurrecte. En qualsevol cas, al costat del general Franco, la figura més destacada del nou règim en la seva primera etapa va ser el seu cunyat, Ramón Serrano Suñer, procedent de la dreta de la CEDA.
Aquest govern va aprovar una primera llei (el Fuero del Trabajo) inspirada en la ideologia feixista, va establir la censura de premsa i impremta, va implantar una legislació favorable a l'Església i va adoptar el títol de «Caudillo», equivalent al Duce de Mussolini o al Führer de Hitler, a qui es va unir a les darreries de la guerra en el Pacte Anti-Komintern.

### Relacions Govern de la República - Govern de la Generalitat
Tot i que la República havia acceptat les autonomies a resultes de la negociació amb en Macià després de la proclamació de la Republica Catalana dins de la Federació de repúbliques ibèriques (un marc que presumptament s'havia acordat en el Pacte de Sant Sebastià), tant des de la dreta com des de l'esquerra espanyola es veia amb gran recel el catalanisme.
Donada la manca d’operativitat de l’exèrcit republicà després del cop d’estat feixista, les columnes de milicians feren temporalment el seu paper. I dins aquestes iniciatives, també hi hagué una expedició recolzada per la Generalitat de Catalunya per recuperar Mallorca. La manca de suport del govern espanyol a la causa de fons de ser la Generalitat qui movia l'operació i per propaganda catalanista amb què es promogué l’allistament de voluntaris, obligà a la retirada. El president Azaña qualificaria la iniciativa com a "Aquella absurda operació va néixer de la tiranesca vanitat, petulància i ambició desvariant d'alguns polítics barcelonins". No reconquerir Mallorca tindria una importància cabal en el futur decurs de la guerra.
La República, impedida de comprar armes a l’estranger per l'acord internacional de neutralitat, que tant Alemanya com Itàlia obviaven, requeria amb urgència material bèl·lic. En aquest context, la Generalitat bastí una xarxa d'indústries de guerra reconvertint indústries civils. El govern republicà es traslladà a Barcelona a darrers del 1937, i el 1938 prengué a la Generalitat el control de les indústries de guerra. Però sota el seu control la producció baixà de forma dramàtica, amb el consegüent impacte en el proveïment als fronts de guerra.
Alhora que passava això, el President Negrín tractà amb notable deslleialtat al President Companys, a qui arribà a deixar abandonat a la frontera Francesa, després de quedar-se els fons de reserva de la Generalitat per a l’exili.

Tot plegat es pot resumir amb la declaració del Negrín recollida pel Julián Zugazagoitia:
No estic fent la guerra contra Franco perquè ens rebroti a Barcelona un separatisme estúpid i pallús. Estic fent la guerra per Espanya i per a Espanya! Per la grandesa i per la grandesa! S'equivoquen els que suposin una altra cosa. Només hi ha una nació: Espanya! Abans de consentir campanyes nacionalistes que ens portin a desmembraments que de cap manera admeto, cediria el pas a Franco sense cap altra condició que la que es desprengués d'alemanys i italians.

## Cultura i intel·lectuals en guerra

Portada del llibre «Homenatge a Catalunya» de George Orwell

Espanya va esdevenir una causa cèlebre per a la intel·lectualitat del món occidental i molts artistes i escriptors prominents es posaren al costat de la República. Va ser el cas d'Ernest Hemingway, autor de For whom the bells toll i, especialment, André Malraux amb L'Espoir, George Orwell amb Homenatge a Catalunya i la tercera part de la trilogia autobiogràfica del poeta Laurie Lee (Un Moment de Guerra). Uns pocs escriptors prominents com Ezra Pound, Gertrude Stein i Evelyn Waugh, així com alguns intel·lectuals catòlics romàntics com el poeta Roy Campbell van defensar l'opció que representaven els militars insurrectes.
Els intel·lectuals espanyols de la generació del 98 es van sentir incòmodes amb els dos bàndols. Per exemple Unamuno, partidari inicial de la insurrecció militar, va acabar tenint un dur enfrontament amb el general José Millán-Astray. En canvi els més joves de l'avantguarda literària i artística es van posar al servei de la República. Va ser el cas del pintor Pablo Picasso, l'escriptor Max Aub Mohrenwitz o els poetes Miguel Hernández i Rafael Alberti. Tanmateix, una part considerable de la intel·lectualitat relacionada amb la generació del 27 es va identificar amb el bàndol de Franco, en especial amb la Falange Española juvenil i revolucionària, que va ser l'única que va proporcionar a aquest bàndol una imatge aparent de modernitat.

## Epíleg: vencedors, vençuts i la tercera via a Catalunya
La guerra va precipitar la desintegració de l'estat de dret per culpa de l'aixecament militar, la radicalitat incontrolada dels cenetistes, les venjances per motius religiosos i polítics, la pèrdua del patrimoni religiós a causa de la crema i destruccions diverses i la gana de la població per l'esforç de mantenir una guerra i els estralls dels bombardejos, agreujada per la presència de milers de refugiats espanyols procedents de la resta de l'Estat.
La postguerra va generar una nova brutalitat un cop ocupat el país: odi a l'autonomia catalana, la repressió contra la llengua i la cultura pròpies. A Espanya va ser derrotada l'esquerra, a Catalunya, a més, el catalanisme. La guerra a Catalunya va deixar «una societat trasbalsada, dividida, esporuguida». Els ideals d'una Catalunya autogovernada van ser malmesos per la guerra durant decennis, i difícilment es podia retornar a l'esperit exaltat del 14 d'abril de 1931 o de l'Estatut de Núria de 1932. La Guerra Civil espanyola havia deixat massa odis, morts i assassinats.

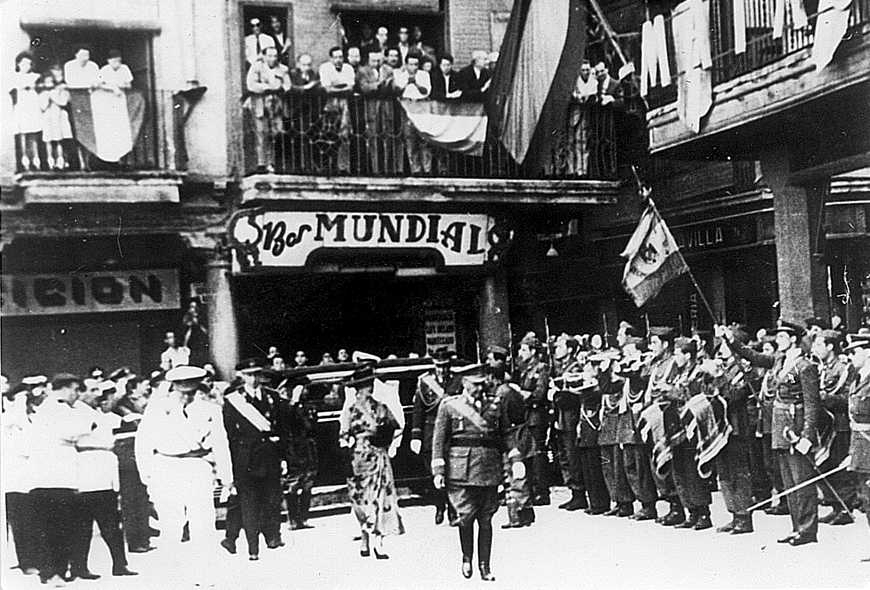
Foto de Joan Barceló. Al peu de foto: "visita del general Franco a la ciutat de Reus. 1940". Francisco Franco va rebre de la corporació municipal la medalla d'or de la ciutat l'any 1944. El 2006 l'Ajuntament de Reus va retirar la distinció honorífica de la ciutat al dictador. En el marc d'una votació secreta i individual -tal com estipulava el reglament orgànic municipal-, l'acord plenari de retirada de la medalla va rebre 20 vots favorables i 4 vots negatius, tants com regidors del PP hi havia al consistori i que s'havien mostrat contraris a aquesta iniciativa anteriorment. La sessió plenària de l'Ajuntament retirava així aquesta distinció honorífica al general Franco enmig dels aplaudiments de membres de la comissió d'Honors i Distincions del consistori.

| « | La guerra posà també en relleu no ja l'existència de dues Catalunyes, la dels rojos i la dels franquistes, sinó la de tres: la tercera era la d'una majoria que, havent estat de la República i de l'Estatut, ja no era ni de l'una ni de l'altre, com aquell català que respongué, a la pregunta de quin havia estat el dia més feliç de la seva vida, «el 25 de gener de 1939 (recordant que els franquistes ocuparen Barcelona el dia 26 d'aquest mes) quan uns se n'havien anat i els altres encara no havien entrat» | » |

### La significació de la derrota republicana a Catalunya
S'ha calculat que mig milió de catalans van travessar la frontera, i si bé molts van tornar, altres s'hi van quedar o es van exiliar a Mèxic, van trobar la mort en camps de concentració o en la nova guerra mundial que estava a punt d'esclatar. Mentre els gendarmes francesos conduïen els soldats i civils cap als camps improvisats a les platges de Sant Cebrià i Argelers, i més tard al Barcarès i Gurs, el govern francès no estava preparat per a rebre una allau de gent, i tampoc no volia complicar les seves bones relacions amb els vencedors. Els refugiats van haver d'enfrontar-se a la fredor; l'hostilitat, el desconcert, la pietat o el rebuig gairebé col·lectiu d'un poble que el 1936 havia estriat un Front Popular. Sota la pluja, el vent, el fred, la neu, per la manca de queviures i de medecines, amb l'escampall d'epidèmies morien els refugiats. Sobretot els més febles, les criatures.
A l'interior, les autoritats franquistes van cercar suports, complicitats i col·laboracions. Molts patiren el regust de la repressió: afusellaments, vexacions personals i familiars, espoliació econòmica, ciutadans de segona categoria, amb deures però sense drets. Es va incitar a la delació i a la denúncia, responent a la voluntat política d'implicar, directament o indirectament, el màxim de persones en la repressió: els uns perquè es beneficiarien de les depuracions, altres per satisfer les ànsies de revenja i altres per fer mèrits.
Així, els sospitosos de suport a la República que van restar al país, se'ls va enviar a les presons, com ara la Model de Barcelona o el Castell de Montjuïc, d'on molts sortiren amb la salut malmesa per sempre. Una vegada eren posats en llibertat, s'havien de presentar periòdicament a la Guàrdia Civil i no podien exercir cap càrrec públic. L'onada repressiva no va ser puntual, sinó que va tenir una dramàtica persistència, puix l'estat de guerra decretat el juliol de 1936 no fou derogat fins al 7 d'abril de 1948.
Josep Maria Solé i Sabaté xifra en uns 4.000 els catalans executats a Catalunya. No foren més perquè molts es van exiliar. Els afusellaments dictats pel franquisme es van caracteritzar per la seva planificació sistemàtica: «calia executar arbitràriament per demostrar el poder i la força, per instaurar el terror fins al moll de l'os de la societat civil. Franco convertí Espanya en una caserna regida per la jerarquia, la disciplina i el tuf d'encens».

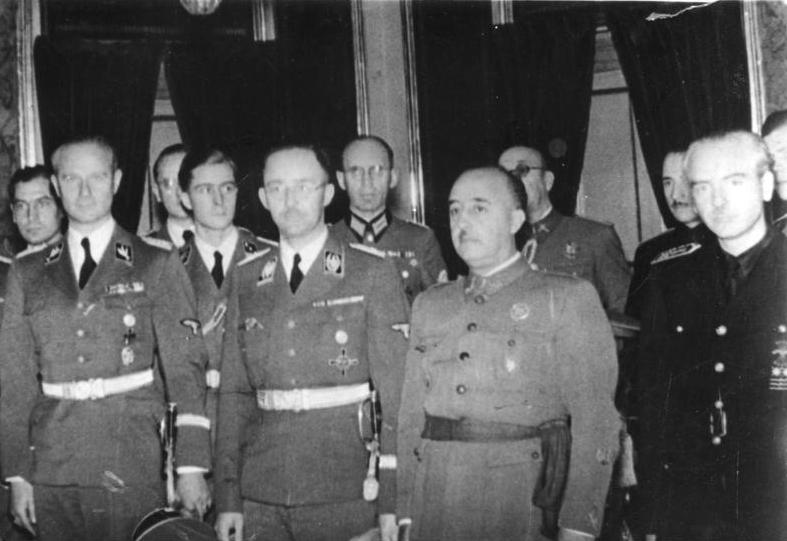
Trobada a Espanya del general Franco i Heinrich Himmler (cap de les SS), amb Ramón Serrano Suñer, 1940. Fotografia dels arxius federals alemanys. Hitler va decidir intervenir en la Guerra Civil espanyola des del 25 de juliol de 1936. Per a la historiografia franquista tardana aquesta intervenció va ser a la vegada molesta i còmoda. Després de 1945, Hitler ja no és un aliat presentable. Però s'hi poden descarregar sobre ell determinats pecats.

La llei de Responsabilitats Polítiques del 9 de febrer de 1939 i la de «Confiscación de Bienes Marxistas» del 23 de setembre del mateix any, van concretar que les propietats immobles, mobles i els recursos econòmics dels partits, sindicats, associacions, entitats, publicacions, emissores de ràdio serien espoliades, passant una part al patrimoni de diferents organismes del nou Estat i la resta seria subhastada. Els diaris d'esquerra van ser espoliats i van passar a formar part de la premsa del règim. Les persones exiliades, en alguns casos, van ser desposseïdes d'una part del seu patrimoni (cases, mobles, terres....). A les administracions públiques van ser depurades totes aquelles persones no addictes al règim i en el sector privat, l'exercici de certes professions liberals va ser també objecte de depuracions obligatòries en tots els col·legis professionals (advocats, metges...). A les empreses privades (bancs, fàbriques...) també es van dur a terme, però van dependre fonamentalment de la decisió de la direcció de l'empresa.
Tots els partits polítics i sindicats van ser proscrits i perseguits, la llengua i la cultura catalanes van ser prohibides públicament, arreu es va imposar una dura reacció social, i al carrer va irrompre una nova simbologia plena de banderes imperials i salutacions a la romana. Josep Benet i Morell va afirmar que el franquisme cercava «la desaparició de Catalunya com a minoria nacional dins l'Estat espanyol, amb la destrucció de la seva personalitat lingüística i cultural»
Altrament Franco va aplicar una política econòmica autàrquica que va mantenir l'Estat en una situació d'aïllament internacional i de subsistència estricta durant més d'una dècada.

### Les dades de morts i exiliats de la Guerra Civil a Catalunya
A l'hora de fer recompte general de morts a la Guerra Civil a Catalunya, cal comptar un mínim de 38.500 soldats republicans i 2.900 franquistes. Al costat d'aquest hi ha les víctimes de la repressió del 1936 a 1939 que serien unes 8.500, mentre que la repressió franquista va causar entre 1938 i 1953 unes 4.000 víctimes. Finalment, les dels bombardejos serien unes 5.500. Aquestes dades s'han de completar amb el creixent nombre de defuncions degudes a insuficiències mèdiques i alimentàries com a resultat de les contingències bèl·liques i els que s'exiliaren entre el final de gener i febrer del 1939.
El conjunt de pèrdues, entre morts i exiliats, donarien una xifra que oscil·la entre 130.000 i 150.000 persones que desaparegueren de Catalunya —sobre un total de gairebé tres milions d'habitants segons el cens de 1936— la qual cosa va determinar unes profundes conseqüències negatives des del punt de vista demogràfic, social i econòmic.

### Posició internacional
A l'inici de la Guerra Civil, els països democràtics europeus van fer costat formalment a la República, però van posar en pràctica la no interferència en un afer intern. El conflicte va ser denunciat pel President de la República, el Doctor Negrín el 21 de setembre de 1938 a la Societat de Nacions. Aquesta va condemnar el cop militar, però no va atendre les peticions d'ajut. A la primera Conferència Internacional de les Nacions Unides (San Francisco, 1945) la Generalitat de Catalunya a l'exili va tornar a exposar la situació del país.
Acabada la Segona Guerra Mundial, el règim de Franco va viure una situació d'aïllament internacional,
 El règim va ser exclòs com a membre de l'ONU, que no va acceptar-lo fins a 14 de desembre de 1955.